# 科学大纲
以下大綱（outline of science）是科學的主題概述：
科学（英語：science）是通過經驗實證的方法，對現象（原來指自然現象，現泛指包括社會現象等現象）進行歸因的学科。科学活动所得的知识是条件明确的（不能模棱两可或随意解读）、能经得起检验的，而且不能与任何适用范围内的已知事实产生矛盾。科学原仅指对自然现象之规律的探索与总结，但人文学科也被越来越多地冠以“科学”之名。
人们习惯根据研究对象的不同把科学划分为不同的类别，传统的自然科学主要有生物學、物理學、化學、地球科學和天文學。逻辑学和数学的地位比较特殊，它们是其它一切科学的论证基础和工具。
科学在认识自然的不同层面上设法解决各种具体的问题，强调预测结果的具体性和可证伪性，这有别于空泛的哲学。科学也不等同于寻求绝对无误的真理，而是在现有基础上，摸索式地不断接近真理。故科学的发展史就是一部人类对自然界的认识偏差的纠正史。因此“科学”本身要求对理论要保持一定的怀疑性，因此它绝不是“正确”的同义词。

## 形式科學

### 邏輯
邏輯（英語：logic），又稱理則、論理、推理、推論，是有效推論的哲學研究。邏輯被使用在大部份的智能活動中，但主要在哲學、心理、学习、推论统计学、脑科学、數學、語義學、 法律和電腦科學等領域內被視為一門學科。邏輯討論邏輯論證會呈現的一般形式，哪種形式是有效的，以及其中的謬論。
邏輯通常可分為三個部份：歸納推理、溯因推理和演繹推理。
在哲學裡，邏輯被應用在大多數的主要領域之中：形上學/宇宙論、本體論、知識論及倫理學。
在數學裡，邏輯是指形式逻辑和数理邏輯，形式逻辑是研究某個形式語言的有效推論。主要是演繹推理。 在辯證法中也會學習到邏輯。数理邏輯是研究抽象邏輯关系和数学基本的问题。
在心理、脑科学、語義學、 法律裡，是研究人类思想推理的处理。
在学习、推论统计学裡，是研究最大可能的结论。主要是歸納推理、溯因推理。
在電腦科學裡， 是研究各种方法的性质，可能性，和实现在机器上。主要是歸納推理、溯因推理，也有在歸納推理的研究。
从古文明开始（如印度、中國和希臘）都有對邏輯進行研究。在西方，亞里斯多德將邏輯建立成一門正式的學科，並在哲學中給予它一個基本的位子。

### 數學
数学是利用符号语言研究數量、结构、变化以及空间等概念的一門学科，从某种角度看屬於形式科學的一種。數學透過抽象化和邏輯推理的使用，由計數、計算、量度和對物體形狀及運動的觀察而產生。數學家們拓展這些概念，為了公式化新的猜想以及從選定的公理及定義中建立起嚴謹推導出的定理。

### 計算理論
為了對計算進行嚴謹的研究，電腦科學家會將計算以數學的方式抽象化，稱為计算模型。

### 資訊理論
自创立以来，它已拓展应用到许多其他领域，包括统计推断、自然语言处理、密码学、神经生物学、进化论和分子编码的功能、生态学的模式选择、热物理、量子计算、语言学、剽窃检测、模式识别、异常检测和其他形式的数据分析。

### 統計學
统计学是在資料分析的基础上，研究如何测定、收集、整理、归纳和分析反映數據資料，以便给出正确訊息的科學。這一门学科自17世纪中叶产生并逐步发展起来，它廣泛地應用在各門學科，從自然科学、社會科學到人文學科，甚至被用於工商業及政府的情報決策。隨著大数据(Big Data)時代來臨，統計的面貌也逐漸改變，與資訊、計算等領域密切結合，是資料科學(Data Science)中的重要主軸之一。
有些科學廣泛的應用統計的方法使得他們擁有各自的統計術語，這些學科包括：
- 農業科學
- 生物統計
- 商务統計
- 資料採礦（應用統計學以及圖形從資料中獲取知識）
- 經濟統計學
- 電機統計
- 統計物理學
- 人口統計學
- 心理統計學
- 教育統計學

- 社會統計（包括所有的社會科學）
- 文獻統計分析

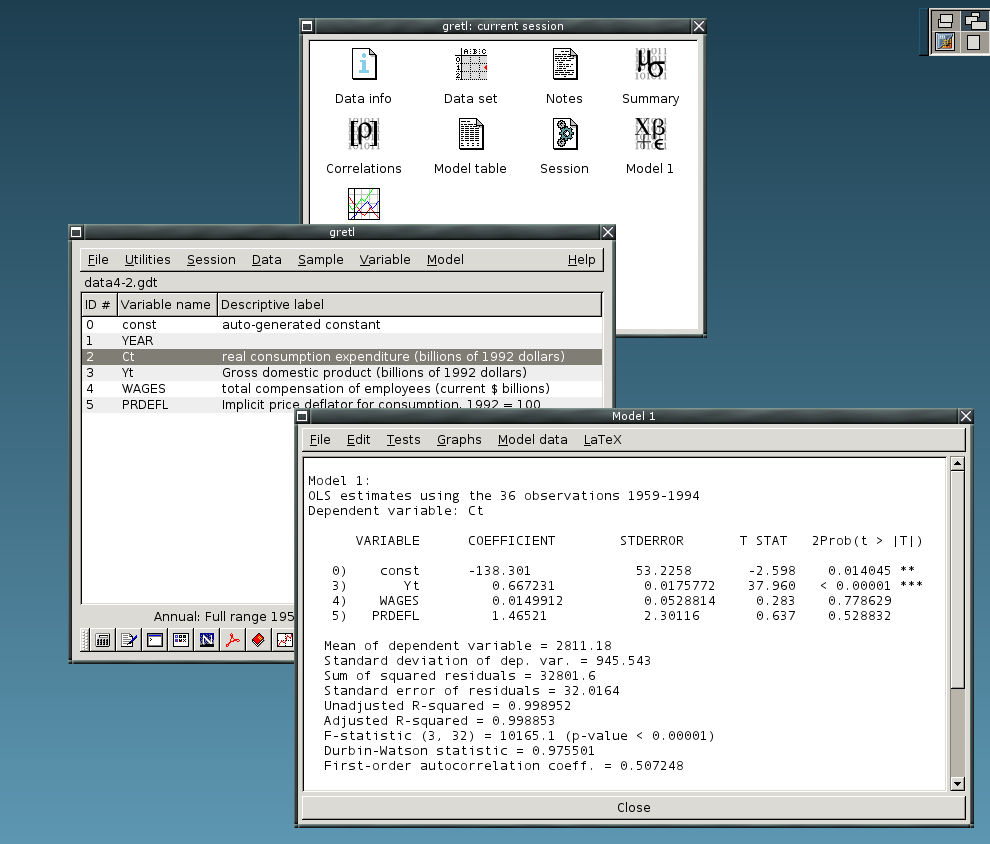
统计软件gretl

- 化學與程序分析（所有有關化學的資料分析與化工科學）
- 運動統計學，特別是棒球以及曲棍球

統計對於商業以及工業是一個基本的關鍵。他被用來了解與測量系統變異性，程序控制，對資料作出結論，並且完成資料取向的決策。在這些領域統計扮演了一個重要的角色。

## 自然科學
自然科學是研究大自然中有機或無機的事物和現象的科學。

### 天文學
廣義地來說，任何源自地球大氣層以外的現象都屬於天文學的研究範圍。

#### 天體
天體（astronomical object，也稱為celestial object）是在可觀測宇宙中，經由科學確認其存在的物體、或是結構。
天體可能像恆星、行星、彗星等結合較緊密的星體或類星體，也可能是指一個複雜的，彼此關聯較鬆散的結構，如星團、星系，其中可能包括許多其他的星體，甚至有其他更小的結構。
天體的例子包括行星系、星团、星云及星系，而小行星、 月球、行星、恒星等則算是星體或類星體。彗星若只考慮其以冰和灰塵組成的彗核，是一個類星體，但若考慮彗核及其彗髮、彗髮，則是一個關聯較鬆散的天體。

##### 銀河系天文學
銀河系天文學是研究我們的銀河系和其所有内容。相對來說，星系天文學是研究在我們銀河系之外的一切，包括所有其他的星系。
不要將銀河系天文學和星系的形成和演化混淆，後者一般是研究星系的誕生、結構、成分、動力學、交互作用和它們的形式和範圍。
我們自己的銀河系，就是我們的太陽系所属于的星系，在很多方面是被研究得最多的星系，即使重要的部分在可見波長區域被宇宙塵遮蔽了，在20世紀發展的無線電天文學、紅外線天文學、和次微米波天文學仍將被氣體和塵埃遮蔽的區域首度呈現出銀河系的圖形。

##### 星系天文學
星系天文學是天文學的一個分支，研究的對象是我們的銀河系以外的星系（所有不屬於銀河系天文學的天體），又稱河外天文學。
當工作的儀器獲得改善，就可以更詳細的研究遙遠天體，因此這個分支可以再細分為近銀河系外天文學和遠銀河系外天文學。前者研究對象包括近得可以詳細研究內部的星系、本星系群，超新星遗迹、星協；後者則研究遠得僅能觀測最明亮部份的星體。

##### 恆星天文學

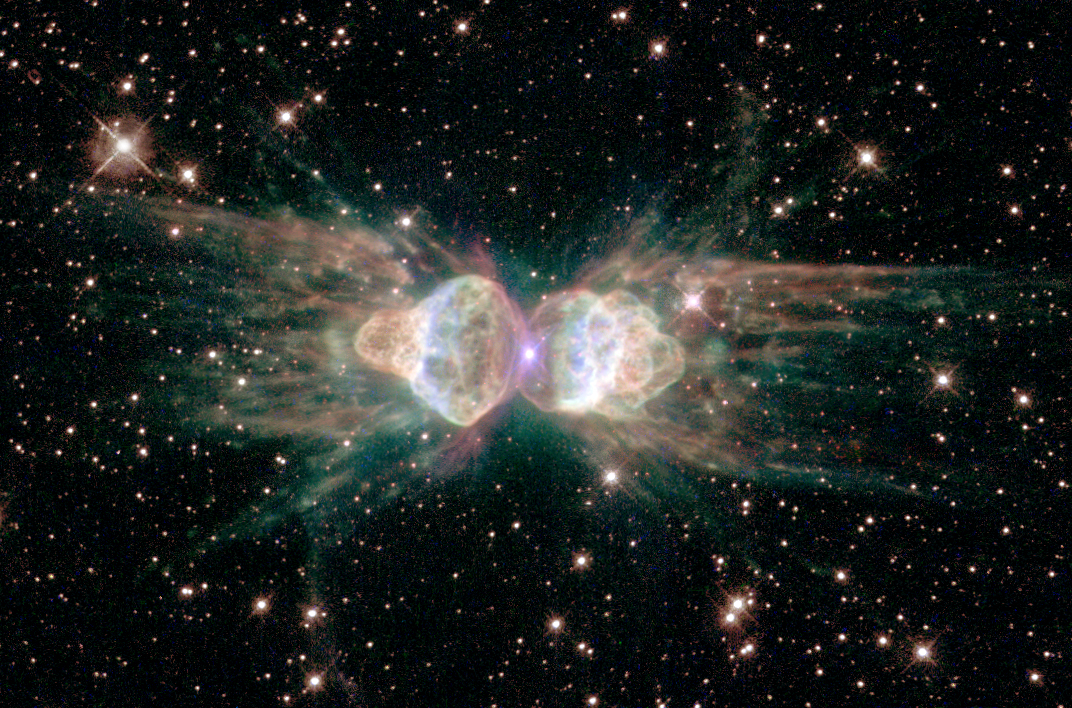
行星狀星雲：螞蟻星雲。從死亡的中心恆星噴發出的氣體呈現對稱的形狀，不同於一般爆炸的混沌型式。

恆星天文學是研究對恆星和恆星演化的，瞭解宇宙的基礎，恆星的天文物理學通過對恆星的觀察、研究、測量和理論上的瞭解；還有經由電腦對內部的模擬。

###### 太陽天文學
太陽天文學的主要分支是太陽物理學。

#### 觀測天文學
光，乃至電磁輻射，是人類對天象的主要觀測途徑。觀測天文學的不同領域可依電磁波譜的區域所分，其中有的波長可從地球表面觀測，有的則須要在高海拔甚至在地球大氣層以外才能有效觀測。

##### 射電天文學和無線電天文學

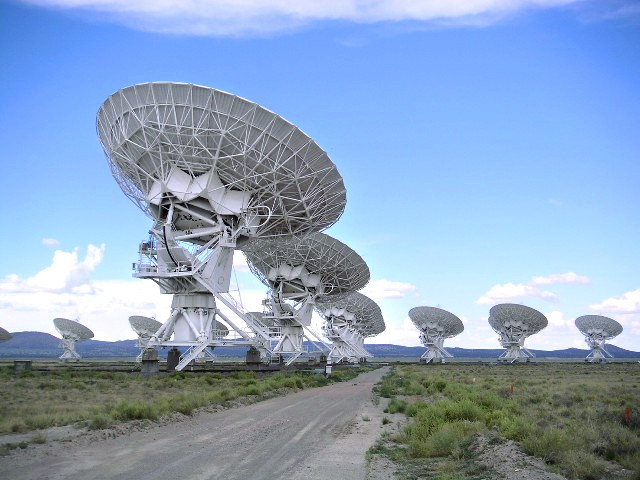
美國新墨西哥州的甚大天線陣屬於射電望遠鏡

射電天文學利用波長超過1毫米左右的電磁輻射進行觀測。和其他類型的觀測天文學領域不同的是，射電天文學所觀測的無線電波可以視為波，而不是單獨的光子，所以相對較短波長的輻射更容易測定波幅和相位。
儘管天體自身的熱輻射也會發出無線電波，但是絕大部分的無線電波都是同步輻射所致，也就是電子在磁場中運動時發出的輻射。此外，還有星際氣體所產生的某些譜線，也處於無線電波的波長範圍內，特別是氫的21cm譜線。
可通過無線電波觀測的天體包括超新星、星際氣體、脈衝星和活動星系核等。

##### 紅外天文學

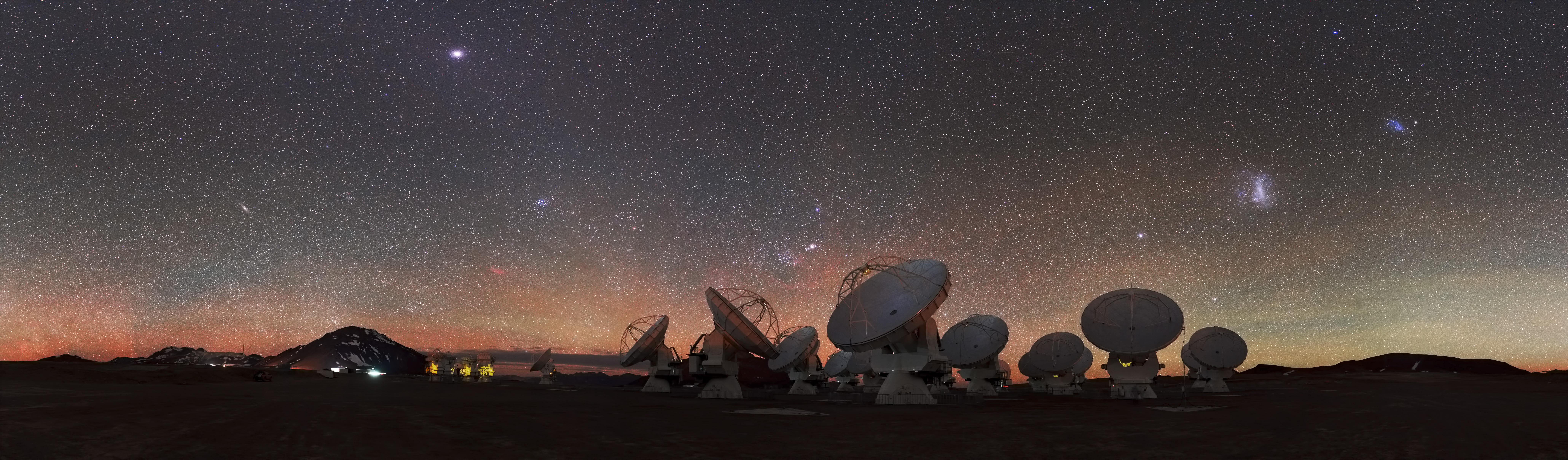
智利的阿塔卡馬大型毫米波/次毫米波陣列（ALMA）是地球上海拔最高的天文台之一

紅外天文學通過紅外輻射進行天文觀測，此類輻射的波長比紅光更長，位於人類肉眼的觀測範圍以外。紅外天文學能最有效觀測溫度較低、無法發出可見光的天體，例如行星、星周盤及光線被塵埃遮蔽的星雲等。紅外輻射的波長較可見光長，所以可以穿透可見光所無法穿透的塵埃雲，有助於研究分子雲深處的年輕恆星和星系核。例如，廣域紅外線巡天探測衛星（WISE）已成功觀測到多個銀河系內的原恆星和這些恆星所在的星團。除了十分接近可見光的紅外光以外，大部分紅外輻射都會被地球大氣層吸收；大氣本身也會產生較強的紅外輻射，進一步影響觀測。因此，紅外天文台都必須在海拔高、濕度低的地點建造，甚至是作為衛星發射到太空。某些分子在紅外輻射範圍有較強的譜線，這有助於研究天體的化學成分，如彗星所含的水。

##### 可見光天文學

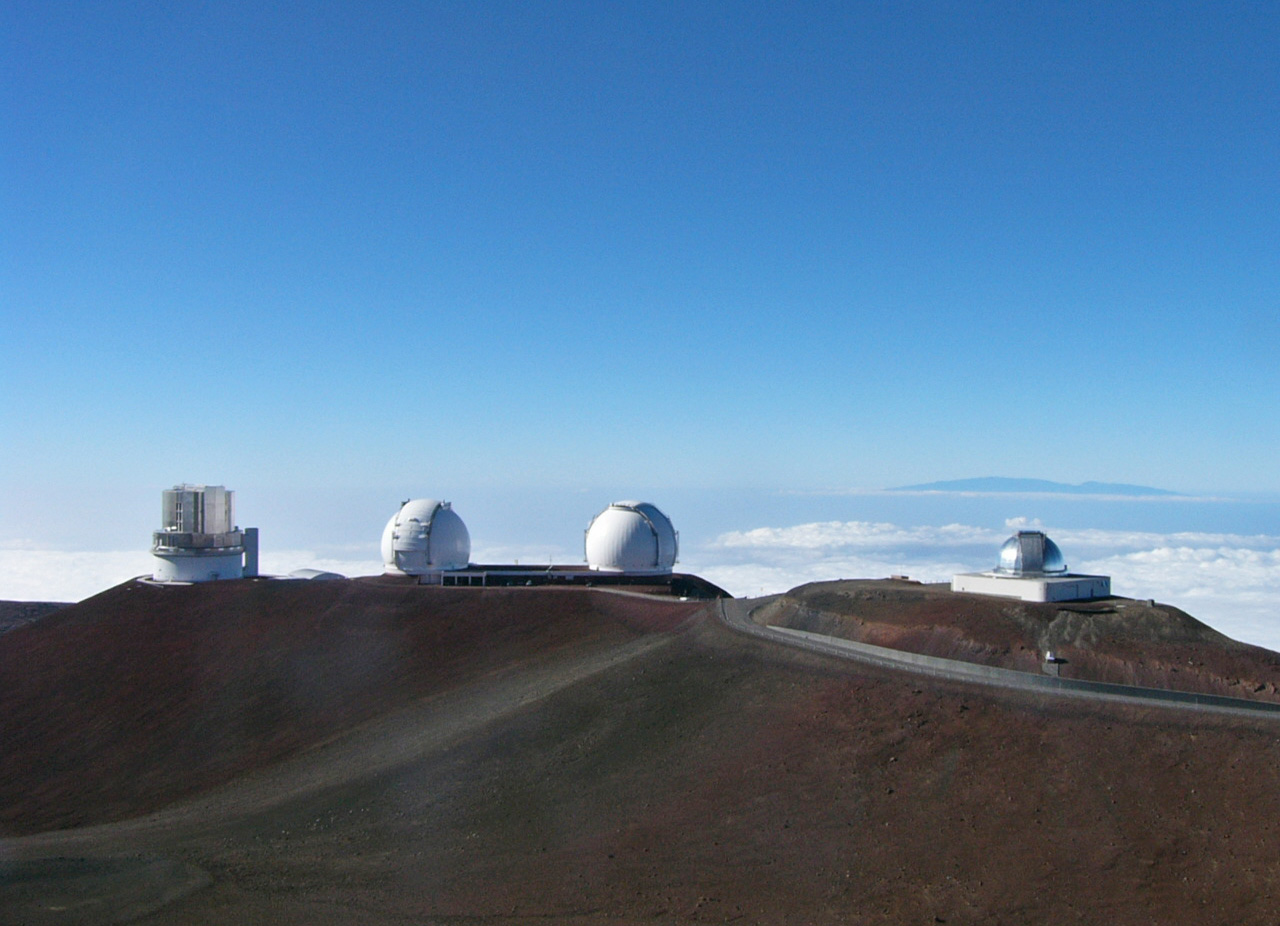
毛納基火山上的昴星團望遠鏡（左）和凱克天文台（中）在近紅外和可見光範圍觀測。美國太空總署望遠鏡（右）只在近紅外範圍觀測。

自遠古起，人類便利用肉眼作可見光天文觀測。最早的觀測都是以圖畫記錄下來。19世紀末，人們開始對天象進行攝影。現代天文攝影技術一般使用數碼探測器，特別是感光耦合元件（CCD）。雖然可見光的波長範圍大約在4000Å至7000Å（即400nm至700nm）之間，但可見光攝影設備也可以用來觀測一部分的近紫外線和近紅外線。

##### 紫外線天文學
紫外線天文學利用波長在100至3200Å（10至320nm）間的紫外輻射進行觀測。紫外線此類輻射會被地球大氣層吸收，所以紫外線天文學的觀測只能在大氣上層或太空中進行。紫外線天文學最適合研究發射紫外線的高溫藍色恆星（OB星），包括銀河系以外的藍色恆星，以及行星狀星雲、超新星遺跡等等。不過，紫外線會被星際塵埃吸收，所以取得的數據必須再利用其它方法加以校準。

##### X射線天文學

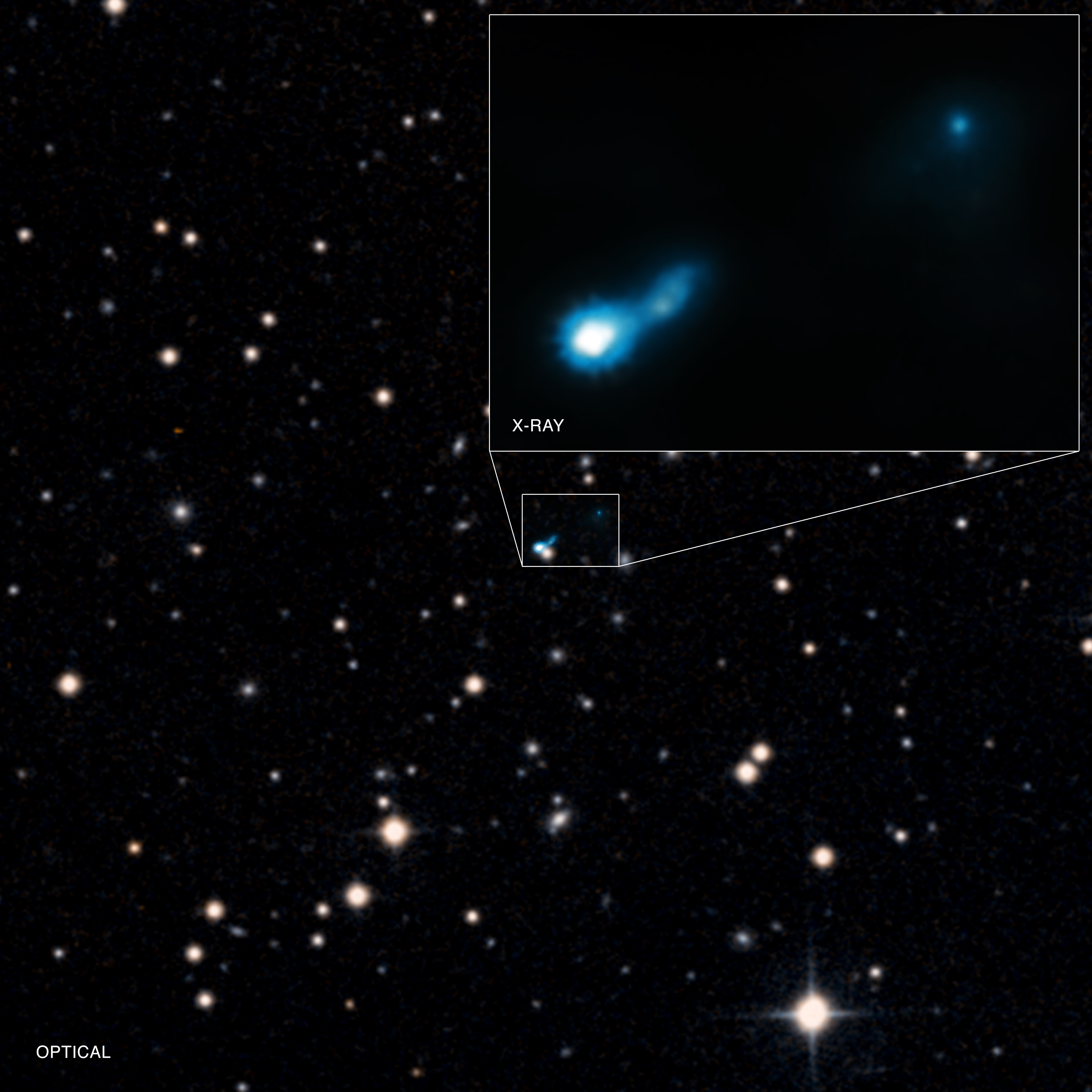
超大質量黑洞所射出的X射線噴流，由美國太空總署昌德拉X射線天文台發現

X射線天文學在X射線範圍觀測天體。宇宙中的X射線來自於同步輻射（電子圍繞磁場線旋轉所發出的輻射）、溫度高於1千萬開爾文的稀薄氣體發出的熱輻射（見軔致輻射）以及溫度高於1千萬開爾文的稠密氣體發出的熱輻射（見黑體輻射）。發出X射線的天體有：X射線聯星、脈衝星、超新星遺跡、橢圓星系、星系群及活動星系核等。由於X射線會被地球大氣層吸收，所以X射線觀測必須用高空氣球、火箭或X射線天文衛星進行。

##### 伽馬射線天文學
伽馬射線天文學所觀測的是電磁波譜中波長最短的輻射。伽馬射線可通過康普頓伽瑪射線天文台等衛星或大氣切倫科夫望遠鏡來觀測。切倫科夫望遠鏡不直接探測伽馬射線，而是觀測大氣吸收伽馬射線時所產生的可見光閃光。
伽馬射線暴是突然發出伽馬射線的天體，持續時間從幾毫秒到幾千秒不等，大部分伽馬射線源都屬於此類。只有一成的伽馬射線源為持續性射源，這包括脈衝星、中子星及活動星系核等可能為黑洞的天體。

##### 高能天文學
高能天文學是研究天體所釋放的高能量電磁波的一個天文學分支。高能天文學包含伽馬射線天文學、X射线天文学和極紫外線天文學；並且也研究微中子和宇宙射線。而這些物理現象的研究也常被稱為高能天文物理學。

##### 中微子天文學
中微子天文學利用屏蔽效果極佳的地下中微子探測器測量中微子的流量。這類設施包括俄美鎵實驗（SAGE）、GALLEX、超級神岡探測器等。絕大數穿過地球的中微子都來自太陽，但也曾經有探測到24顆來自SN 1987A超新星爆發的中微子。宇宙射線由極高能量粒子（原子核）組成，在進入地球大氣層時會衰變或被吸收，過程中會產生一系列的衍生粒子。現今的天文台可通過探測此類粒子來研究宇宙射線。未來的中微子探測器能力將會提高，有望探測到宇宙射線衝擊大氣時所發出的粒子。

##### 引力波天文學
引力波天文學通過觀測引力波來研究遙遠的大質量天體，是一門新興的天文學領域。雷射干涉引力波天文台（LIGO）是其中一座正在運行的引力波探測器，它在2015年9月14日探測到歷史上首個引力波訊號，訊號源自雙黑洞。2017年，LIGO和室女座干涉儀共同探測到首個來自雙中子星（GW170817）的引力波訊號。

##### 多元訊息天文學
多元訊息天文學結合電磁輻射、中微子和引力波等不同方法研究同一個天體。

##### 天體測量學與天體力學

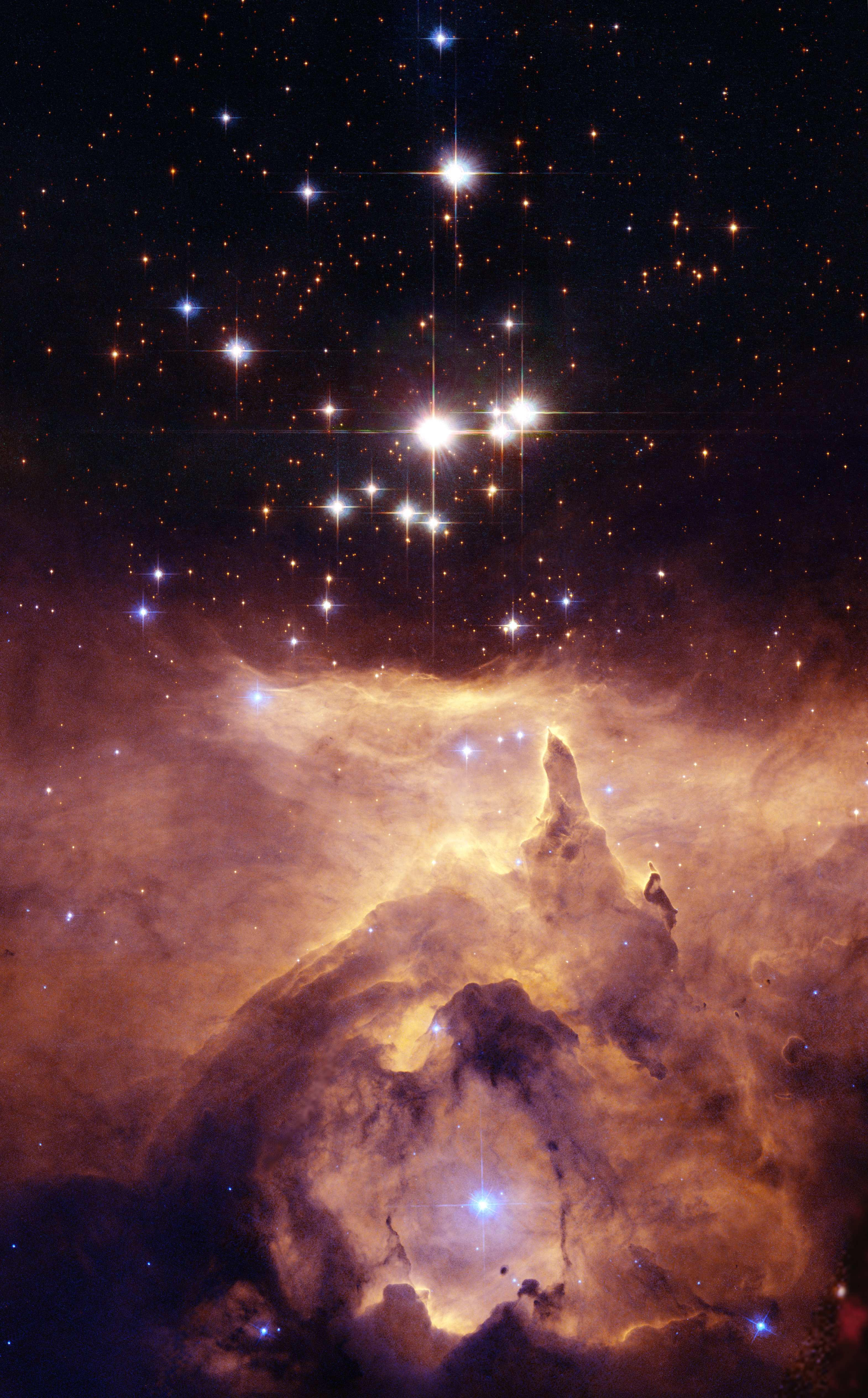
NGC 6357星團和星雲

天文學乃至所有科學中最古老的一個領域，是對各天體位置的測量。在歷史上，準確測量日、月、行星、恆星的位置，有天文航海和制訂曆法等作用。
18世紀開始，天文學家以精確測定的行星位置作為基礎，發展出完善的引力攝動理論，可以極精確地推算過去和未來的行星位置。這門學科稱為天體力學。今天，科學家對近地天體進行大規模追蹤，目的是預測這些天體何時會近距離略過地球以及評估與地球相撞的風險。
太陽系周邊恆星的視差是宇宙距離尺度的起始點。在用視差測量附近恆星的距離後，可以通過比對，推測遙遠恆星的各種屬性。通過測量恆星的徑向速度和自行，天文學家可以繪出銀河系內恆星的運行軌跡，從而算出銀河系暗物質的分佈。
1990年代，天文學家開始利用多普勒光譜學觀察太陽系周邊恆星的擺動。這種方法可以用來發現一些較大的系外行星（詳見系外行星偵測法）。

#### 理論天文學
理論天文學家的研究手段包括數學模型及用電腦做數值模擬，兩者各有千秋。數學模型一般能揭示天文現象背後更深層次的原理，數值模擬則可以演示現實中難以觀察的現象。

### 物理學
物理學（希臘文，自然）是研究物質、能量的本質與性質，以及它們彼此之間交互作用的自然科學。由於物質與能量是所有科學研究的必須涉及的基本要素，所以物理學是自然科學中最基礎的學科之一。

#### 古希臘物理學

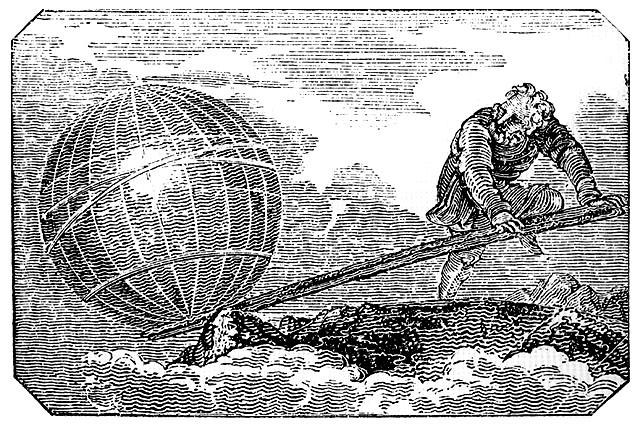
1824年，在倫敦發行的《機械雜誌》內的一副刻畫。阿基米德說：「給我一個支點，我就可以撬起整個地球。」

从古代以來，人们就尝试着了解大自然的奥妙：为什么物体会往地面掉落，为什么不同的物质会具有不同的性质？如此等等。從觀測與分析大自然的現象，早期人們找到其中的樣式，並針對這些樣式提出了各种理论，试图解释大自然的奥妙，然而他們所提出的大多數理論都不正确。以現代準則來看，早期的物理理论更像是一些哲学理论：现代的理论都需要经过嚴格的实验檢驗，而那些早期的理论并没有经过严格证实。像托勒密和亞里士多德提出的理論中，有些就与日常所能观察到的事实相悖。:1, 28
儘管如此，仍有許多古學者貢獻出相當正確的理論。古希臘哲學家泰勒斯（约前624年－约前546年）曾經遠渡地中海，在美索不達米亞埃及學習天文學與幾何，還加以推廣延伸，發揚光大。他預測出公元前585年發生的日蝕，還能夠估算船隻離岸邊的距離，又從金字塔的陰影計算出其高度。泰勒斯拒絕倚賴玄異或超自然因素來解釋自然現象，他主張，任何事件的發生都有其不變與普適的因果關係。:8-10, 28公元前5世紀古希臘哲學家留基伯與學生德謨克利特率先提出原子論，认为所有物質皆是由不會毀壞、不可分割的原子所構成。:14-15古希腊的思想家阿基米德在作用力方面推导出许多正确的定量结论，如對於槓桿原理的解釋:65-66。

#### 中世紀伊斯蘭世界的物理學

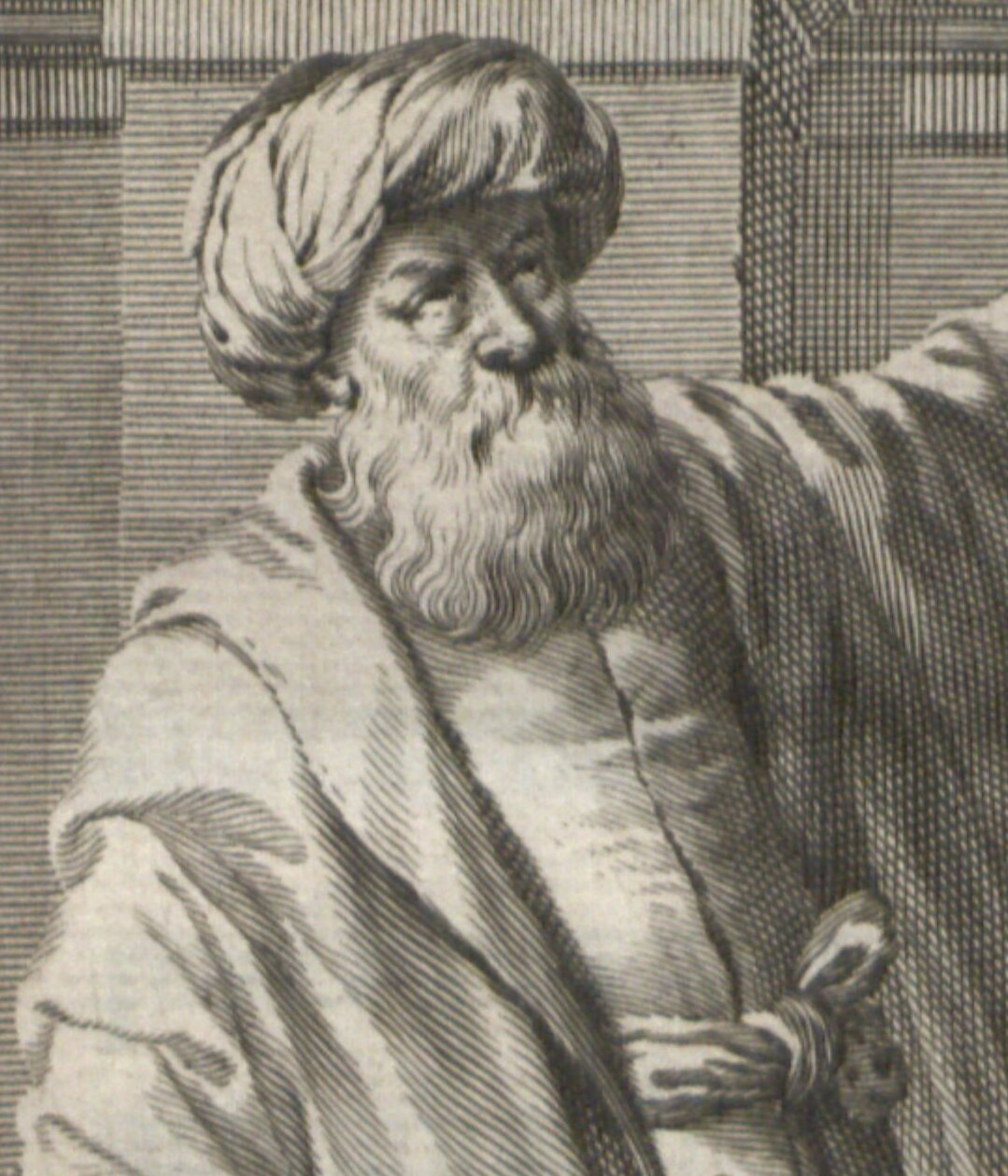
海什木是光學的拓荒者

從西元850年至950年間，大量希臘學術被翻譯成阿拉伯文。穆斯林科學家從希臘人繼承了亞里士多德物理學。在伊斯蘭黃金時代，他們將這些學術發揚光大，特別強調觀測的動作，發展出一種早期形式的科學方法。:130-131.:362-363
伊本·沙爾、肯迪、海什木、伊本·西那等等科學家在光學與視覺領域給出創新理論。海什木在著名著作《光學書》（Kitab al-Manazir）裏，堅定地駁斥了古希臘的視覺理論——發射說，並且給出新理論。倚賴蓋倫關於眼睛內部解剖結構的信息，他說明了光線如何進入眼睛，如何被聚焦與投射至眼睛的後部，他認為眼睛就如同「暗室」，光線進入一個小洞後，在暗室形成顛倒影像。很明顯地，在這裡，他所指的是針孔相機或暗箱。他還描述怎樣用暗室來觀測日蝕。:6-7
海什木的成就在阿拉伯世界並沒有得到應有的重視。十二世紀，他的著作被翻譯成拉丁文，書名為《透視》（Perspectiva）。直至十七世紀，這著作在歐洲是光學的標準參考書，強烈影響了後來约翰内斯·开普勒、威特羅、羅傑·培根等等科學家的研究。:6-7:86, 209

#### 經典物理學

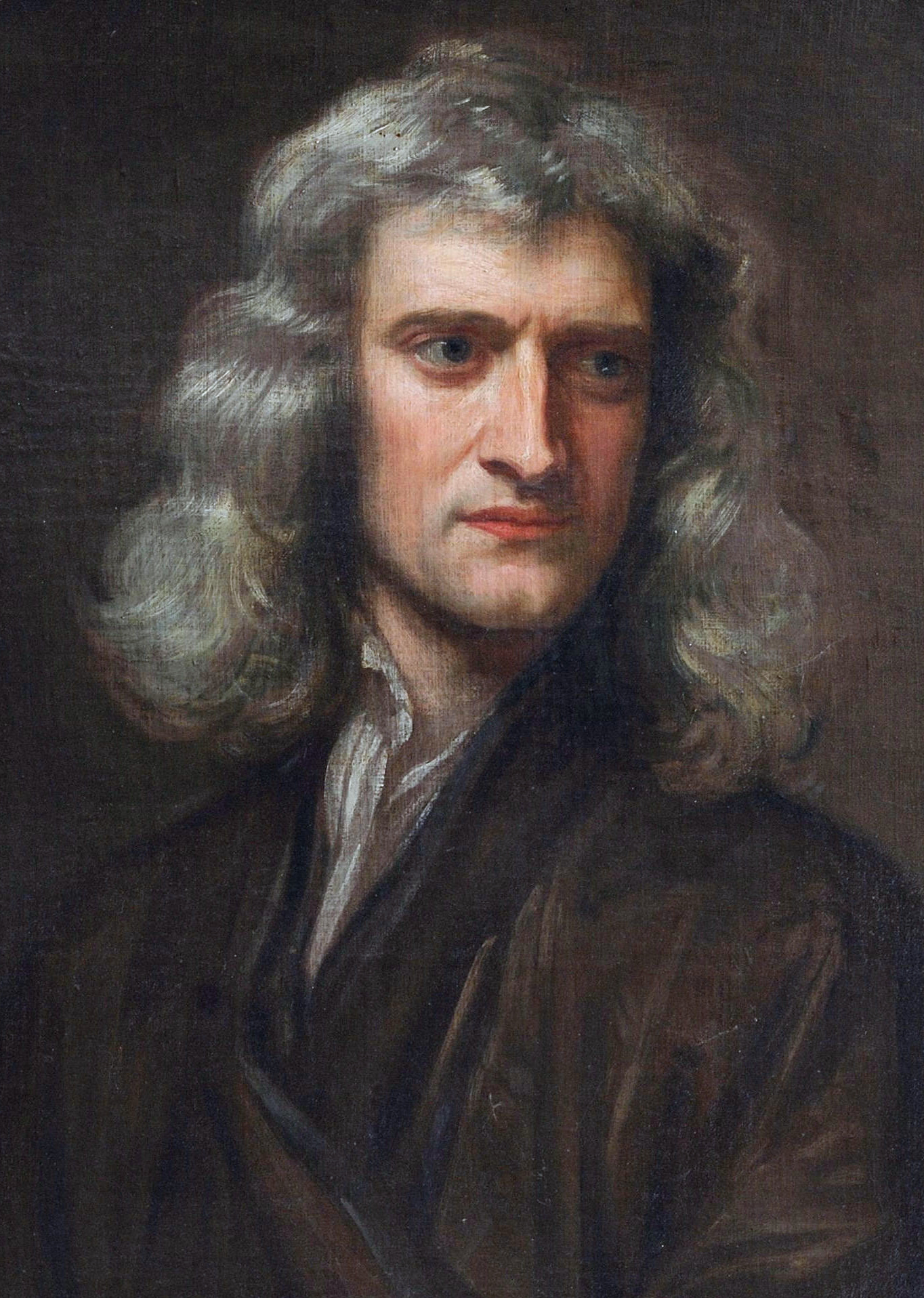
艾薩克·牛頓（1643年－1727年）

經典物理學指的是不涉及到量子力學或相對論的物理學，例如，牛頓力學、熱力學、馬克士威電磁學等等。經典物理學的盛期開始於十六世紀的第一次科學革命，終止於十九世紀末。:67:11尼古拉·哥白尼打響了科學革命的第一槍，他於1543年提出了描述太陽系統的日心說，這理論推翻了托勒密的地心說。在1609年與1619年期間，約翰內斯·克卜勒發表了主導行星運動的定律，他用數學方程準確估算出從天文觀測獲得的行星繞著太陽的公轉數據，從而給予日心說強而有力的理論支持。伽利略·伽利萊做實驗研究物體運動，發現落體定律，並且展示出實驗方法對於科學研究的重要性。他倚賴使用實驗或觀測所獲得的證據，而不是倚靠純粹推理，來證實任何假說的正確性。他強調使用數學來描述物理現象，大自然的語言是數學，假若不懂數學，則無法明白大自然。1687年，艾薩克·牛頓提出的牛頓運動定律和萬有引力定律为經典物理學奠定了穩固的基础，他創建了微積分，給出一種新的高功能數學方法來研析物理問題。他為第一次科學革命畫上了完美的終止符。:84, 98物理學展現出兩個獨門特徵：使用實驗證據來檢視物理定律、採用數學語言來表述物理定律。物理學逐漸發展進步，成為一門獨立學科。:100:193-194

##### 經典力學
经典力学是力学的一个分支。经典力学是以牛顿运动定律为基础，在宏观世界和低速状态下，研究物体运动的基本学科。在物理學裏，经典力学是最早被接受为力學的一个基本綱領。经典力学又分为静力学（描述静止物体）、运动学（描述物体运动）和动力学（描述物体受力作用下的运动）。16世纪，伽利略·伽利莱就已采用科学实验和数学分析的方法研究力学。他为后来的科学家提供了许多豁然开朗的启示。艾萨克·牛顿则是最早使用数学语言描述力学定律的科学家。

###### 靜力學
靜力學是力学的分支，专门解析物体在靜力平衡狀态下的负载（力，力矩）。在这狀态下，或许有外力作用于此物体；但是，各個分系統的相对位置、成分、结构仍旧保持不变。当呈靜力平衡狀态时，系統或者是静止的，或者其質心维持常速运动。
依照牛顿运动第二定律，当靜力平衡时，施于此系統的净力与净力矩皆为零。从这限制，应力与压力皆可被导出。零净力的要求又称为靜力平衡第一条件，零净力矩的要求则被称为靜力平衡第二条件。参考静定。
靜力學在分析结构上是很重要的。举例而言，在建筑学与结构工程学里，材料的强度常需应用到靜力平衡。
- 液體靜力學
  - 研究静止狀态下的液體。静态液體的特性是内部每个分子所受的力在任何方向都是同值的。否则，液體会往净力向量的方向流去。这概念是由法国数学家布莱士·帕斯卡提出的，后来又称为帕斯卡定律。伽利略·伽利莱在靜力學上也有很大的贡献。

###### 運動學
運動學描述物體的運動，完全不考慮力或質量等等影響運動的因素。

###### 動力學
動力學研究改變物體運動的因素與物體運動如何因此改變。

###### 向量力學
向量力學着重於論述位移、速度、加速度、力等等向量間的關係。

###### 分析力學
是对经典力学的高度数学化的表达。
分析力學從受力物體運動時的拉格朗日量或哈密頓量來分析物體的運動行為。:緒論:5-6
- 拉格朗日力学
  - 刻画力学系统，运动方程称为拉格朗日方程

- 哈密顿力學
  - 刻画力学系统，运动方程为哈密顿方程。

##### 聲學
聲學是研究聲音的製造、控制、傳播、接收與效應的學術領域。

###### 超聲波學
超聲波學研究超過人類聽覺能力的高頻率聲波，在醫學診斷與醫學治療方面有很多重要用途。

###### 生物聲學
生物聲學研究涉及動物的聲波。

###### 電聲學（英语：electroacoustics）
電聲波學研究電聲設備的操控。

##### 光學
光學專注於光的性質與行為的物理學分支領域。

###### 幾何光學
光在幾何光學裡被視為光線，能夠以直線移動，直到遇到不同介質時，才會改變方向。反射、折射等現象都可以用幾何光學的理論來解釋。

###### 物理光學
光在物理光學裡被視為光波，能夠用來描述衍射、干涉、偏振等等現象。:149

##### 熱力學
熱力學主要研究熱量與機械功彼此之間的轉換。在熱力學裏，通常透過描述物理系統平均性質的宏觀變量，像溫度、內能、熵、壓強等等來解釋自然現象。熱力學研究這些宏觀變量彼此之間的關係（如麦克斯韦关系式）、以及它們的改變對於物理系統的影響。學習熱力學的起跑點是熱力學定律。熱力學不研究物質的微觀性質，這屬於統計力學領域。從統計力學的理論可以推導出熱力學定律。統計力學應用機率論來研究由大量粒子組成的系統的物理行為。統計力學將單獨原子或分子的微觀性質橋接至大塊物質的宏觀性質，對於這些宏觀性質給出微觀層級的詮釋。在大尺度的實驗中可以測量到這些宏觀性質，:ix-x

##### 電磁學
電磁學描述帶電粒子與電場、磁場的交互作用。電磁學的分支有靜電學、靜磁學、電動力學等等。靜電學研究靜止帶電粒子彼此之間的交互作用。靜磁學研究所有涉及常定磁場的現象。電動力學研究所有涉及加速度帶電粒子、電磁輻射、時變電場與時變磁場的現象。經典電磁學的基礎理論是馬克士威方程式與勞侖茲力方程式。光波是电磁波的一種，可由帶電粒子的加速度運動產生。

#### 現代物理學

近代物理學及古典物理學的比較

近代物理學（Modern physics）所涉及的物理學領域包括量子力學與相對論，與牛頓力學為核心的古典物理學相異。近代物理研究的對象有時小於原子或分子尺寸，用來描述微觀世界的物理現象。愛因斯坦創立的相對論經常被視為近代物理學的範疇。

### 化學
化學是一門研究物質的性質、組成、結構、以及變化規律的基礎自然科學。

#### 无机化学
是研究无机化合物的化学。

#### 无机合成化学
主要是經由各式各樣的无機反應來建構無機分子。

#### 有机化学
是研究有机化合物的结构、性质、制备的学科，又称为碳化合物的化学。

##### 有机金属化学
是有机化学和無機化學交疊的一門分支課程，研究含有金屬（包括類金屬）和碳原子鍵結的有机金属化合物，其化學反應、合成等各種問題。

##### 有机合成化学
是合成化學的一個分支，主要是經由各式各樣的有機反應來建構有機分子。和無機分子相比，有機分子通常在結構上複雜許多，包括官能基、立體化學、多環構造等結構性細節。現今有機合成已經發展成為有機化學一個十分重要的分支，也是製藥、生醫、材料等產業重要的基礎。有機合成中有兩個主要的領域：全合成與合成方法的研究。

#### 分析化学
是开发分析物质成分、结构与量的方法，使化学物质成分得以定性或定量，化学物质结构得以确定。
按分析目标分，可分为定性分析与定量分析

##### 定性分析
主要任务是确定物质的组分

##### 定量分析
需要测定物质中各组分的含量的分析方法
按分析手段分，可分为化学分析与仪器分析

###### 仪器分析
是用儀器的物理學方法，測量物質的物理和化學性質的参數，並實驗其變化，以此判斷其化學成份，元素含量，甚至化學結構等。

#### 生物化学
是研究生物体中的化学进程的一门学科，常常被简称为生化。

#### 材料化学
材料化学（材料科学或材料工程）是一个多学科领域，涉及物质的性质及其在各个科学和工程领域的应用。它是研究材料的制备或加工工艺、材料的微观结构与材料宏观性能三者之间的相互关系的科学。

#### 核化学
又称为核子化學，研究原子核（稳定性和放射性）的反应、性质、结构、分离、鉴定等的一门学科。

#### 物理化学
是一门从物理学角度分析物质体系化学行为的原理、规律和方法的學科，可謂近代化學的原理根基。

#### 理论化学
运用非实验的推算来解释或预测化合物的各种现象。近年来，理论化学主要包括量子化学，即应用量子力学来解决化学问题。

##### 量子化学
是应用量子力学的规律和方法来研究化学问题的一门学科。

#### 结构化学
是研究原子、分子和晶体结构以及结构与性能之间关系的学科。近几十年，这门学科获得迅速发展，结构化学观点不仅渗透到化学各个分支学科领域，同时在生物、材料、矿冶、地质等技术科学中也得到应用

#### 辐射化学
辐射化学（英語：Radiation chemistry）为核化学的一部分，是一门研究辐射能作用于物体上产生的化学作用的学科；这与放射化学完全不同，因为经辐射被化学改变的物质不需要表现出放射性。其中一个例子就是将水转变为氢气与过氧化氢。

#### 核燃料

核燃料循环过程。

与核武器中不可控的核反应不同，核反应堆能控制核反应的反应速率。对于裂变核燃料，当今一些国家已经形成了相当成熟的核燃料循环，包含对核矿石的开采、提炼、浓缩、利用和最终处置。大多数裂变核燃料包含重裂变元素，最常见的是铀-235（235U）和钚-239（239Pu）。这些元素能发生核裂变从而释放能量。例如，铀-235能够通过吸收一个慢中子（亦称热中子）分裂成较小的核，同时释放出数量大于一个的快中子和大量能量。当反应堆中的中子减速剂令快中子转变为慢中子，慢中子再轰击堆中其他铀-235时，类似的核反应将能持续发生，即自我维持的核裂变链式反应。这使得自持链式反应成为可能，其释放的能量用在核反应堆中以可以控制的速率释放或在核武器中以非常迅速失控制速率释放。目前商业核反应堆的运行都需要依靠这种可以控制的持续的链式反应维持，但不仅限于铀元素这一种核燃料。

原子核平均结合能与核子数的关系

并不是所有的核燃料都是通过核裂变产生能量的。钚-238和一些其他的元素也能在放射性同位素热电机及其他类型的核电池中以放射性衰变的形式用于少量地发电。此外，诸如氚（3H）等轻核素可以用作聚变核燃料。由于目前尚未有投入运行的商业核聚变反应堆，故核燃料一般指的是都裂变核燃料。
目前在各种燃料中，核燃料是具有最高能量密度的燃料。例如，1千克铀-235完全裂变产生的能量约相当于2500吨煤燃烧所释放的能量。裂变核燃料有多种形式，其中金属核燃料、陶瓷核燃料和弥散型核燃料属于固体燃料，而熔盐核燃料则属于液体燃料，他们分别有着各自的特性，适用于不同类型的反应堆。

#### 反应堆

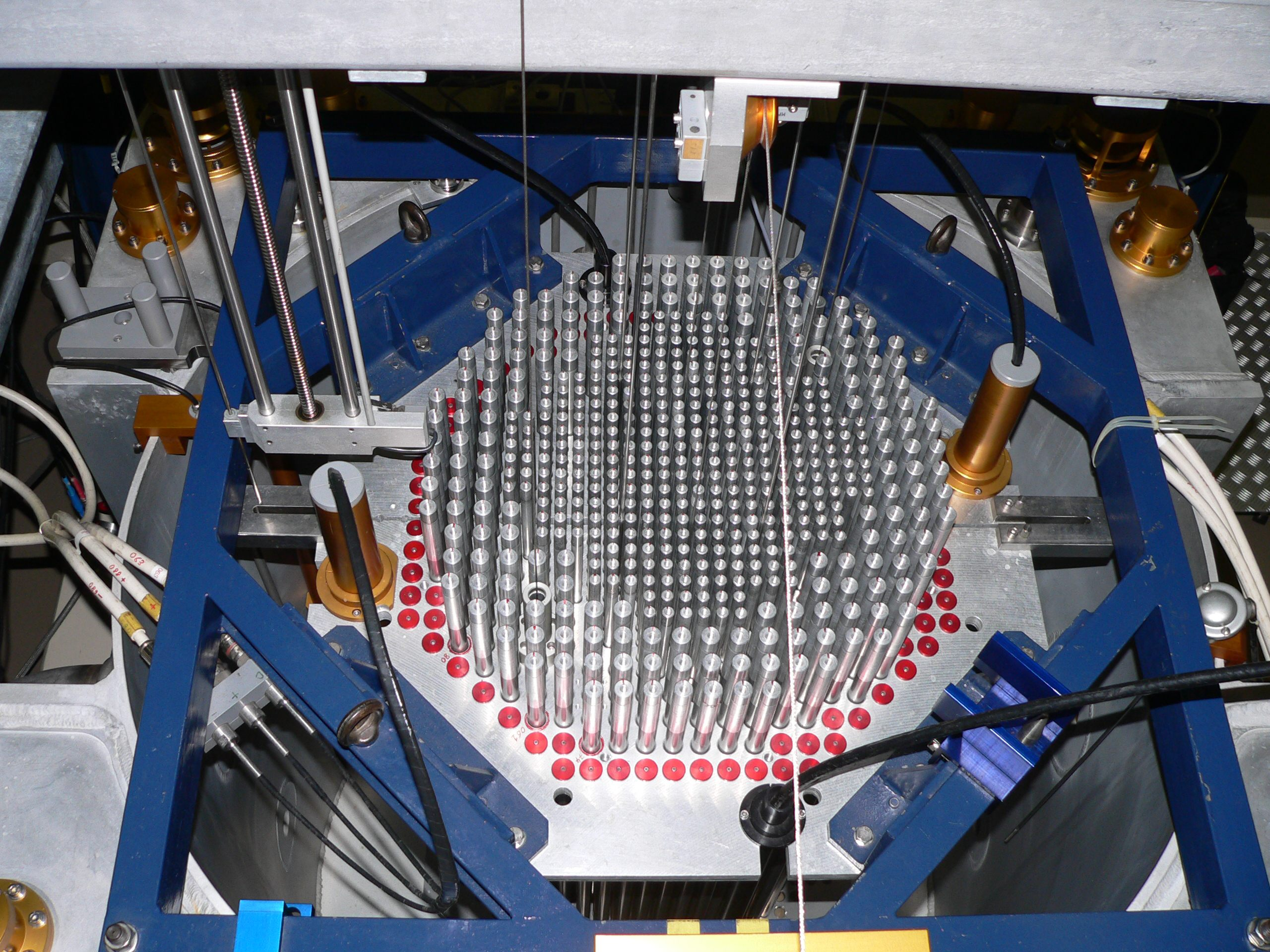
瑞士洛桑联邦理工学院（EPFL）内的小型研究型核反应堆CROCUS的堆芯

核反应堆（英語：nuclear reactor）是一种启动、控制并维持核裂变或核聚變链式反应的装置。相对于核武爆炸瞬间所发生的失控链式反应，在反应堆之中，核变的速率可以得到精确的控制，其能量能够以较慢的速度向外释放，供人们利用。
核反应堆有许多用途，当前最重要的用途是产生热能，用以代替其他燃料加热水，产生蒸汽发电或驱动航空母舰等设施运转。一些反应堆被用来生产为医疗和工业用途的同位素，或用于生产武器级钚。一些反应堆运行仅用于研究。当前全部商业核反应堆都是基于核裂变的。今天，在世界各地的大约30个国家里有被用于发电的大约450个核反应堆。

#### 大气化学
大气化学是研究大气组成和化学过程的学科，是大气科学的一个重要分支学科。大气化学研究的空间范围从城市、区城向全球扩展，研究的时间尺度从几天到几年，以至几十年。大气化学研究的对象包括大气微量氣體、气溶胶、大气放射性物质和降水化学等:研究的空间范围主要是对流层和平流层；研究的手段有现场观测、实验室模拟和数值模拟等。研究大气化学要涉及与光化学、均相非均相反应动力学、大气扩散理论、痕量分析化学等领域；不仅研究大气的化学反应，还要研究大气的复杂物理化学过程的数值模拟。大气化学的主要分支有：大气痕量组成化学、对流层化学、平流层化学，如臭氧层的破坏、气溶胶化学、降水化学、大气放射性物质化学。

#### 环境化学
环境化学是研究化学物质在环境中迁移、转化、降解规律，研究化学物质在环境中的作用的学科。它不应与绿色化学，即探求如何减少潜在的污染源头的学科搞混乱。它可以定义为研究源头、反应、物质运动、作用效果、以及化学元素在空气、土壤和水利环境的生存和人类活动对其的影响。
环境化学是在各个学科之间的科学，包括大气、水生以及土壤化学，也减轻在分析化学和使环境与其他有关科学的部分发生关系起到很大作用。
环境化学重要的研究成果是发现DDT在环境中很难降解，并会在通过食物链在动物体内蓄积，导致在全世界禁止生产、使用DDT；另外发现氟里昂在环境中不降解，会消耗、破坏臭氧层，导致对氟里昂使用、生产的限制和无氟冰箱的出现，

#### 宇宙化学
研究宇宙中物體的化學組成和形成這些組成的過程。這主要是通過研究隕石的化學成分和其它實物的樣本。由於隕石母體的小行星有些是太陽系形成初期凝固的第一批固體，宇宙化學通常，但不完全是研究與太陽系有關的物體。

#### 药物化学
药物化学（英語：Medicinal chemistry），简称「药化」，是建立在化学和生物学基础上，对药物结构和活性进行研究的一门学科。研究内容涉及发现、修饰和优化先导化合物，从分子水平上揭示药物及原料药的作用机理、体内代谢过程。
药物化学的任务包括：研究药物的化学结构和活性间的关系（构效关系）；药物化学结构与物理化学性质的关系；阐明药物与受体的相互作用；鉴定药物在体内吸收、转运、分布的情况及代谢产物；通过药物分子设计或对先导化合物的化学修饰获得新化学实体创制新药。

##### 药理学

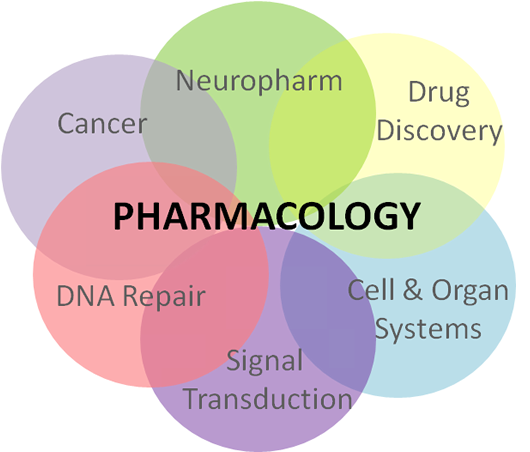
药理学由各个分支学科组成

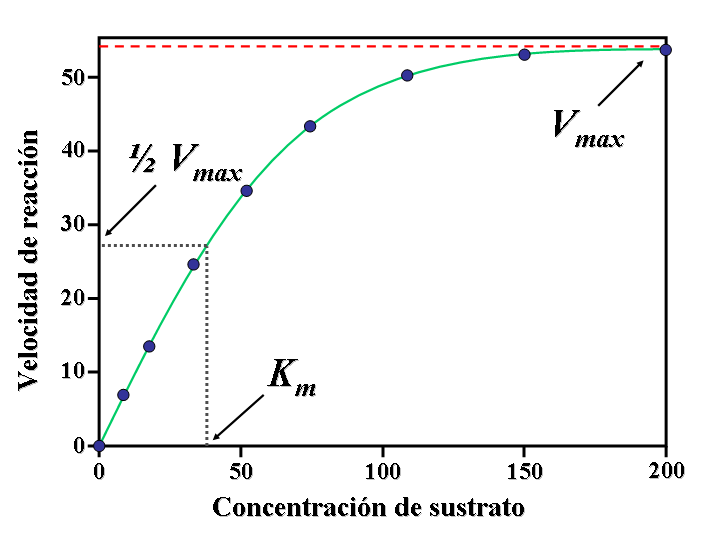
图为米氏动力学模型曲线，显示了一种酶与一种基质的关系：其中的参数之一用来研究药物代谢，基质则为一种药物。

药理学（英語：Pharmacology），是研究药品与有機體（含病原体）相互作用及作用规律的学科。它既研究药品对生物的作用及作用机制，即药品效应动力学（Pharmacodynamics，简称药效学）；也研究药品在人体的影响下所发生的变化及其规律，即药品代谢动力学（Pharmacokinetics，简称药代动力学或者药动学）。药理学是以基础医学中的生理学、生物化学、病理学、病理生理学、微生物学、免疫学、分子生物学等为基础，为防治疾病、合理用药提供基本理论、基础知识和科学思维方法，是基础医学、临床医学以及医学与药学的桥梁。

##### 药物效应动力学
药物效应动力学，简称药效学，是药理学的一个分支，主要研究药物作用与药理效应（即药物对机体的作用及作用机制）、治疗效果和不良反应。

##### 药物代谢动力学
药物代谢动力学，简称药代动力学或药动学，也简称为PK，是药理学的分支，研究药物在机体的影响下所发生的变化及其规律，其中的药物包括药剂、激素、营养素和毒素。药代动力学研究药物的体内过程（包括吸收、分布、代谢和排泄），并运用数学原理和方法阐释药物在机体内的动态规律。
药代动力学阐释在使用某种药物后身体如何吸收和扩散药物，以及药物在身体内发生的化学变化（如通过代谢酶如细胞色素P450或葡萄糖醛酸转移酶），以及药物的效果和排泄方式。 药代动力学属性常常受给药方式和剂量影响，这些原因也会影响吸收率。 药代动力学常与药效学一起研究，后者研究药物在体内的效果。
药代动力学的研究常采用ADME方案（当“释放”过程从“吸收”中过程独立开来时，也称为LADME）：
- 释放（Liberation） - 药物制剂的释放。[66][67] 详见IVIVC（英语：IVIVC）。
- 吸收（Absorption） - 药物进入血液循环的过程。
- 分布（Distribution） - 药物在体内组织和液体中的分布或散布
- 代谢（Metabolization）(或生物转化，或失活) – 器官对外来物质的识别并且将母体化合物不可逆地转化为子代化合物
- 排泄（Excretion）  - 物质从体内排出的方式。在某些罕见情况下，药物会在身体组织内不可逆地累积。

###### 临床药理学（英语：Clinical pharmacology）
研究药品对于人体相互作用的规律。

###### 神经药理学（英语：Neuropharmacology）
研究药品对中樞神經系統及周围神经系统及其機能的影響。

###### 精神药理学
研究药物对于神经系统与行为的影响。

###### 遗传药理学（英语：Pharmacogenetics）
根据药品基因组学，研究药品代谢和效应个体差异的遗传基础。

###### 药物基因组学
將基因工程應用在藥品開發上

###### 药物流行病学（英语：Pharmacoepidemiology）
對某一已明確定義的族群，研究藥品對他們的影響。

###### 系统药理学
將系統生物學的理論應用到药理学中。

###### 毒理学
研究藥品或化學物質在過量使用時的不良反應及其分子目標。

###### 理论药理学
是將計算化學和药理学結合的新生領域。

###### 药剂学
藥品製劑劑型的處方設計、生產工藝等，以藥品的吸收、分布、代謝及排泄關係的綜合技術科學。

###### 劑量學（Posology）
研究對於不同的人，要如何決定药剂的量。

###### 生药学
研究來自生物的藥品的成份、應用及發展。

###### 环境药理学
研究基因-環境相互作用、藥物-環境相互作用及毒物-環境相互作用的新興領域

###### 牙科药理学
研究牙科疾病常用的藥品。

#### 神经化学
神經化學是研究神經化學物質的神經科學分支。

#### 农业化学
是一門利用化學來研究農學題的學科。

#### 石油化学
研究石油及其產品的組成和性質、石化過程的一門學科。

#### 煤化学
興起於18世紀產業革命之後。隨着蒸汽機的廣泛使用，作為蒸汽機重要動力來源的煤受到了科學界的廣泛重視和研究。

### 生物學
生物學（希臘語：βιολογία；德語）或稱生物科學（biological sciences）、生命科學（英語：life sciences），是自然科學的一大門類，由經驗主義出發，廣泛研究生命的所有方面，包括生命起源、演化、分佈、構造、發育、功能、行為、與環境的互動關系，以及生物分類學等。
这些是生物学的主要分支：

#### 動物學領域

##### 動物生理学
動物生理學研究動物體的機能（如消化、循環、呼吸、排泄、生殖、刺激反應性等）、機能的變化發展以及對環境條件所起的反應等。

##### 解剖学
涉及生命體的結構和組織的生物學分支學科。

###### 動物解剖學
- 脊椎動物解剖學
- 無脊椎動物解剖學

###### 植物解剖學
瞭解植物體各部之功能。

#### 植物學領域
簡單的學門分類可概分為：

##### 純科學（之植物學）

###### 藻类学
藻類學研究藻類植物的分類、形態、構造、生態、生理、生化、遺傳等等，其中又以分類、形態和生態兩個範疇較為成熟。
藻類分類研究藻類植物的門、綱、目、科、屬、種系統地位，以了解它們的資源區系和進化系統；藻類形態研究藻類植物的形態構造；藻類生態則研究藻類植物之間及它與周圍環境的相互關係。
藻類學還包括實驗藻類生態學（藻類生態生理學）、藻類生理、生化、藻類遺傳學，以至原核生物形的藻類的研究，以藍綠藻(cyanobacteria)為最著名。

##### 生物和物理學領域
生物物理学、結構生物學、生醫光電學、醫學工程。

##### 生物和醫學領域
感染性疾病、毒理学、放射生物学、癌生物學。

##### 生物和資訊領域
生物資訊学、生物數學、仿生學、系統生物學。

##### 環境和生物學領域
大气生物学、生物地理学、海洋生物学、淡水生物学。

### 應用科學
應用科學是將自然科學的知識應用到實際問題上的科學，其多来源于实践本身，会存在一定的非科學内容，與工程、醫學有着密切的關係。

#### 應用物理學
物理學通常視做一種基礎科學，而非應用科學。物理學也被認為是基礎科學中的基礎科學，因為其它自然科學的分支，像化學、天文學、地球物理學、生物學的理論都必須遵守物理定律。:94ff。例如，化學研究物質的性質、結構、化學反應（化學專注於原子尺寸， 這是化學與物理的主要界線）。結構的形成是因為粒子與粒子之間彼此施加靜電力於對方。能量守恆、質量守恆、電荷守恆等等，這些物理定律主導了物質性質，化學反應。
應用物理學的課程規畫通常會選修一些應用學科的課程，像地質學或電機工程學。應用物理學與工程學不同，應用物理學不會特別地設計某種元件或機器，而是用物理理論或從事物理研究來發展某種新科技或解析某問題。
工程學應用到很多物理理論。例如，在學習建造橋樑與其它建築物的技術之前，必須先學會靜力學的理論。設計世界一流的音樂廳，必須先學會聲學。設計與製造更優良的光學元件必須先熟讀精思光學。經過考慮種種物理因素而設計出來的飛行模擬器、電子遊戲、電影等等，會顯得更加維妙維肖、栩栩如生。
物理學使用的一些探本溯源，格物致知的方法也可以使用於跨學科領域。物理學或多或少地影響了很多重要學術領域。例如，經濟物理學（econophysics）應用很多物理學裏的理論與方法來解析經濟學問題；這些問題時常會涉及不確定性或混沌。

##### 声学
声音是由物体振动产生的。声音的传播需要介质，它可在气体、液体和固体中传播，但真空不能传声。声音在不同物质中的传播速度也是不同的，一般在固体中传播的速度最快，液体次之，在气体中传播得最慢。并且，在气体中传播的速度还与气体的温度和压强有关。
有规律的声音叫乐音，没有规律的声音叫噪音。
响度、音调和音色是决定乐音特征的三个因素。
- 响度。物理学中把人耳能感觉到的声音的强弱称为响度。声音的响度大小一般与声源振动的幅度有关，振动幅度越大，响度越大。分贝（dB）则常用来表示声音的强弱。
- 音调。物理学中把声音的高、低称为音调。声音的音调高低一般与发生体振动快慢有关，物体振动频率越大，音调就越高。
- 音色。音色又叫音品，它反映了声音的品质和特色。不同物体发出的声音，其音色是不同的，因此我们才能分辨不同人讲话的声音、不同乐器演奏的声音等。

另外，有许多声音是正常人的耳朵听不到的。因为声波的频率范围很宽，由10-4Hz到1012Hz，但正常人的耳朵只能听到20Hz到20000Hz之间的声音。通常把高于20000Hz的声音称为超声波，低于20Hz的声音称为次声波，在20Hz到20000Hz之间的声音称为可闻声。

###### 物理声学（波动声学）
研究声学的最基本问题，包括非线性声学量子声学等方面。

###### 次声学
次声学，顾名思义就是研究次声的产生、传播、接收与应用的声学分支。次声是指频率在20赫兹以下，不能被人耳辨认的声音。最初人们只能从自然界中接收到高能量的次声，高能炸药和核武器的出现推动了次声学的发展。

###### 超声学
应用如超声检测、评价和成像。

###### 量子声学
一般情况下，当频率高到109赫以上量子行为即显示出来。

###### 非线性声学
振幅大的声波有非线性现象。

###### 水声学
研究声在海洋中的传播和应用，如声遥感。

###### 语言声学
是處理語音的聲學方面的語音學的子領域。聲學語音學研究諸如波形的均方振幅，其持續時間，其基頻或其頻譜的其它性質以及這些性質與其它語音學分支（例如發音或聽覺語音學）的關係的屬性，以及抽象語言概念，如電話，短語或話語。

###### 心理声学
是研究人对声音感知的学科，即研究人对声音（包括言语和音乐）的生理和心理反应的科学，是心理物理学的分支学科。

### 行星科學

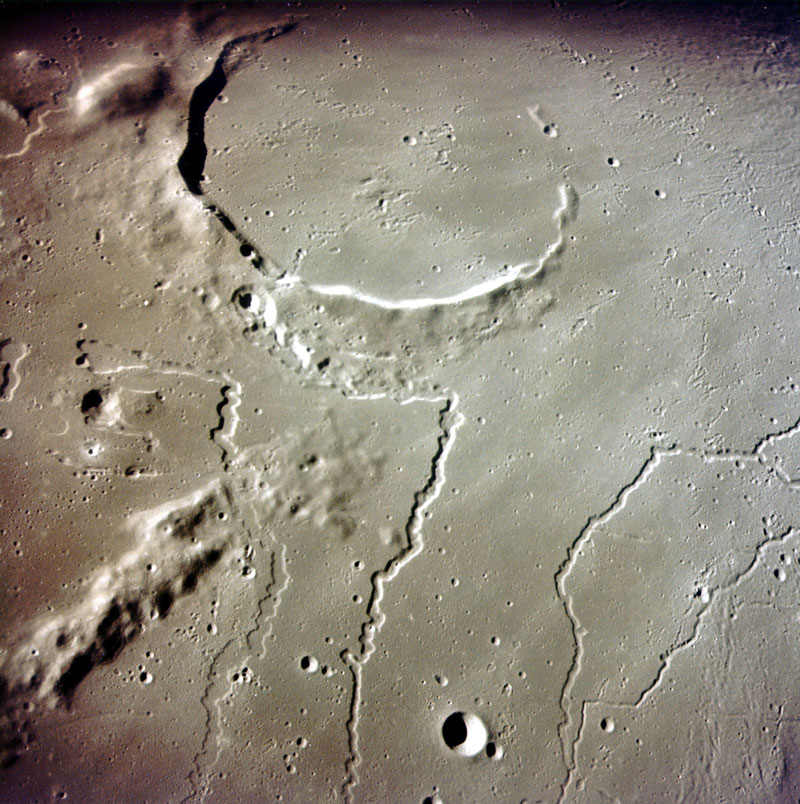
從阿波羅15號的月球軌道單元上拍攝的阿里斯塔克斯隕石坑附近的月溪。雖然只有三分之一大小，但兩個溪谷的排列非常相似於匈牙利大平原的多瑙河和蒂薩。

行星科學（Planetary science，很少用planetology）是研究行星（包括地球）、衛星，和行星系（特別是太陽系），以及它們形成過程的科學。它研究對象的尺度從小至微流星體到大至氣態巨行星，目的在確定其組成、動力學、形成、相互的關係和歷史。它是高度科技整合的學科，最初成長於天文學和地球科學，但現在包含許多學科，包括行星地質學（結合地球化學和地球物理學）、大氣科學、海洋學、水文學、理論行星科學、冰川學、和系外行星 。類似的學科包括關心太陽對太陽系內天體影響的太空物理學和天文生物學。
還有相關於行星科學的觀測和理論分支與關聯性。觀測的研究涉及與太空探索的結合，主要是與使用遙測技術的機器人的太空船任務，和在地面實驗室所做的工作比較。理論部分涉及大量的電腦模擬和數學建模。
雖然全世界有好幾個純粹的行星科學研究所，但行星學家一般都在大學或研究中心的天文學和物理學或地球科學部門。他們每年都有幾個重要的會議，和範圍廣泛的等同綜述論的期刊。

#### 地球科學
地球科學是指一切研究地球的科學，是行星科學的專門分支。各學科通常會以物理、地理、地質、氣象、數學、化學、生物的角度研究地球。

##### 地質學

###### 應用地質學（Applied geology）
- 水文地質學（Hydrogeology）
- 經濟地質學（Economic geology）
- 工程地質學（Engineering geology）
- 環境地質學（Environmental geology）

##### 大氣科學

###### 氣象學（Meteorology）
- 天氣學（Synoptic meteorology）
- 應用氣象學（Applied meteorology）

###### 氣候學（Climatology）
- 動力氣候學（Dynamic climatology）
- 應用氣候學（Applied climatology）

###### 大氣物理學（Atmospheric physics）
- 雲物理學（Cloud physics）
- 大氣輻射學（Atmospheric radiation）
- 大氣電學（Atmospheric electricity）
- 大氣聲學（Atmosphericacoustics）
- 大氣光學（Atmospheric optics）

##### 生命

###### 古生物學（Paleontology）
- 孢粉學（Palynology）
- 微體古生物學（Micropaleontology）

## 社會科學

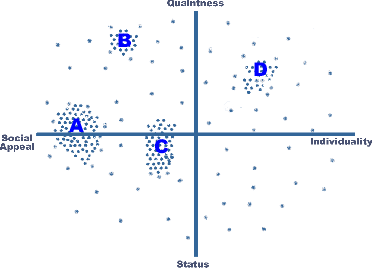
社會科學市場調查的範例

社会科学是用科学的方法，研究人类社会的種種现象。如社會學研究人類社會（主要是當代），政治學研究政治、政策和有關的活動，經濟學研究資源分配。广义的“社会科学”，是人文学科和社会科学的统称。

### 經濟學
經濟學是一門对产品和服务的生产、分配以及消费进行研究的社會科學。西方语言中的“经济学”一词源於古希臘的οἰκονομία。起初這一領域被稱為政治經濟學，但19世紀經濟學家採用簡短的「經濟學」一詞來代表「經濟科學」，這也是為避免被誤解為政治學、數學和倫理學等領域。
經濟學注重的是研究經濟行為者在一個經濟體系下的行為，以及他們彼此之間的互動。在現代，經濟學的教材通常將這門領域的研究分為總體經濟學和個體經濟學。微观经济学檢視一個社會裡基本層次的行為，包括個體的行為者（例如個人、公司、買家或賣家）以及與市場的互動。而宏观经济学則分析整個經濟體和其議題，包括失業、通貨膨脹、經濟成長、財政和貨幣政策等。
其他的對照還包括了實證經濟學（研究「是什麼」）以及規範經濟學（研究「應該是什麼」）、經濟理論與實用經濟學、行為經濟學與理性選擇經濟學、主流經濟學（研究理性-個體-均衡等）與非主流經濟學（研究體制-歷史-社會結構等）。
經濟學的分析也被用在其他各種領域上，主要領域包括了商業、金融、和政府等，但同時也包括了如健康、犯罪、教育、法律、政治、社會架構、宗教、戰爭、和科學等等。到了21世紀初，經濟學在社會科學領域各方面不斷擴張影響力，使得有些學者諷刺地稱其為「經濟學帝國主義」。

### 軍事學
军事学与甚多範疇有關，主要與战争有关。此外，軍事學本身包含了各種學問。军事是政治的一部分，战争是政治的一种延续，是一国或者集团用暴力手段达到自己目标和目的的方式，而目标和目的往往与利益有关。战争是军事的集中体现，但不是唯一的体现。第二次世界大战（1939年－1945年）后的美国和苏联冷战，就是一种威慑基础上的回避战争方式的斗争。在人类可以看到的未来，军事始终是政治生活中重要的方面，并在科学技术上对人类生活予重大影响：人类很多科技成就往往先产生于军事领域然后普及到非军事领域的。

#### 現代軍事學

##### 軍隊政治工作學
包括對軍隊內部的控管，及對敵心理作戰等。政戰（政工）制度源起於蘇聯共產黨在蘇聯紅軍中設置的政治委員，後期的中國國民黨與中國共產黨紛紛仿效。一開始「軍隊政治工作」，主要作為軍隊裡的思想檢查工具。但隨著時代演進，政戰人員的角色也有所轉換。

### 犯罪學
犯罪學（英語：Criminology）是一門社會科學，主題是尋找犯罪行為的現象與規律，尋找犯罪發生的原因，藉此尋找方法以減輕犯罪對社會的影響（最後這項於今日已被更精緻地分科為刑事政策，而與犯罪學同屬刑事學的分支學門）。除了針對犯罪人以外，犯罪學研究也會調查社會與政府對犯罪的認定標準和反應，以及研究如何改善被害人的處境。
在研究方法上，當世的犯罪學特別著重於應用社會學、心理學和經濟學的理論及研究方法來觀察和瞭解犯罪現象、成因。此外，隨著大腦神經科學和基因的研究興盛，這兩種領域的觀點也越來越受犯罪學的歡迎。

## 工程學

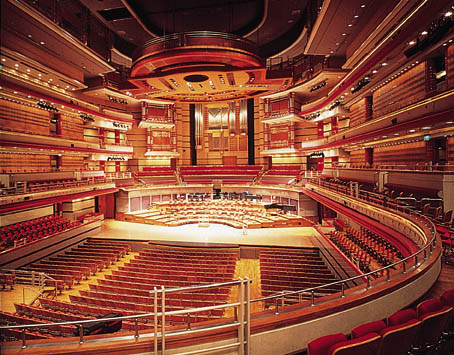
現代音樂廳的設計就包括了工程學中許多不同的領域，包括聲學工程、建筑工程及土木工程

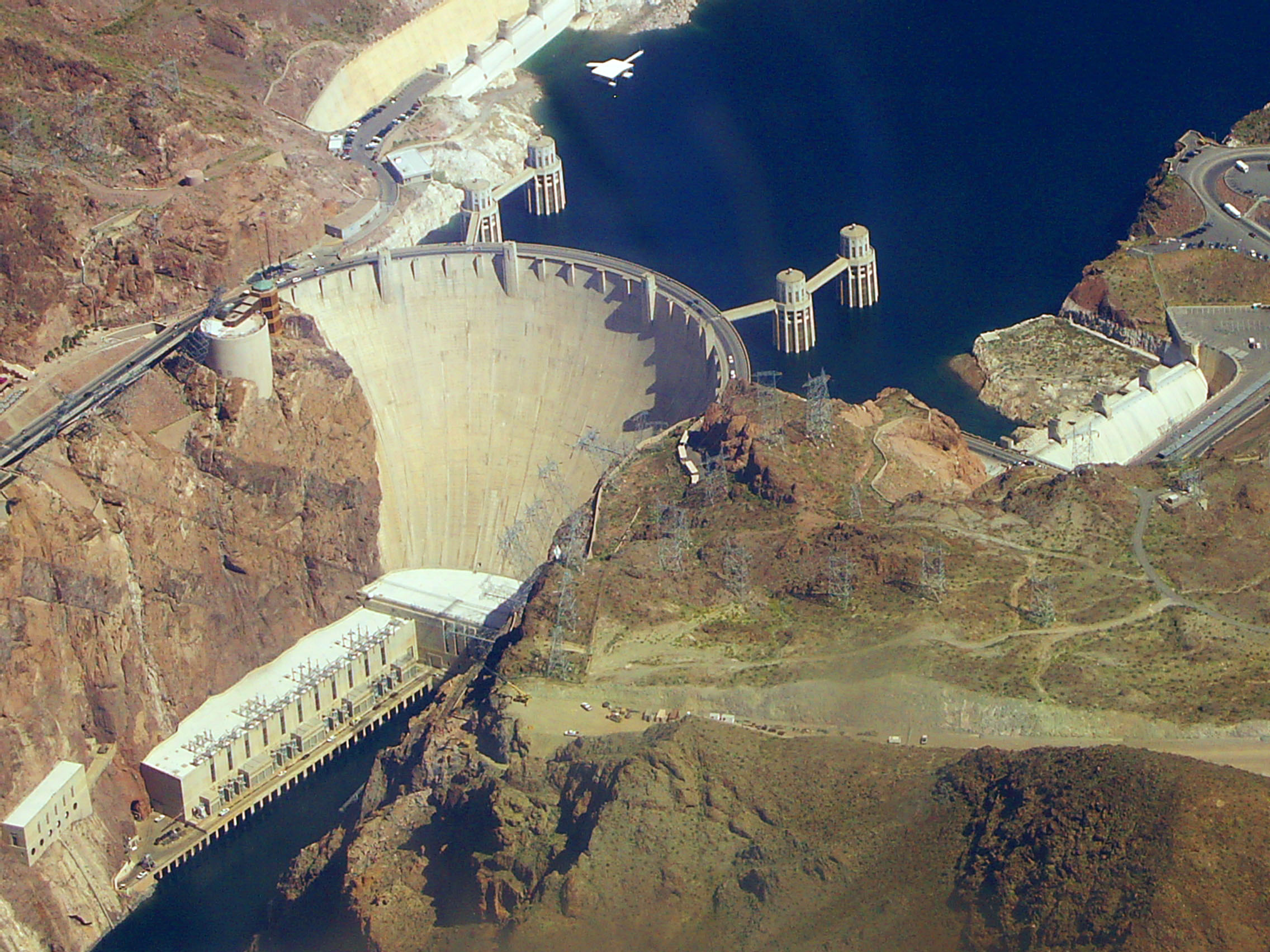
胡佛水壩

工程的範圍很廣，一般會分為數個子學科，這些子學科是工程中的不同領域。一開始工程師會訓練在某一個特定的領域，但在其職業生涯中可能還是會接觸其他領域。一般工程學主要可以分為四類：
- 化學工程：應用生物、物理、化學及工程原理，以商業規模來實現化學程序，如煉油廠、微型製造（英语：microfabrication）、發酵及生物分子製造等。
- 機械工程：應用力學、材料力學、熱力學或流體力學等設計機械系統及設備的機械部份，例如能源系統、航空器、武器系統、運輸系統、內燃機、壓縮機、車輛的動力總成、運動鏈、真空技術、及避震系統。
- 電機工程：設計及研究各種的電子及電機系統，例如電子電路、發電機、馬達、電磁或機電設備、電子設備、光纖、光電設備、電腦系統、電信、儀表、控制等。
- 土木工程：設計及建造公共設施及個人住屋，例如基礎設施（港口、機場、道路、鐵路、供水及水處理設施等）、橋樑、水壩及建築物。

此外，也有其他的工程領域，以往的分類有包括海洋工程及礦業工程，現在的分類有會包括製造工程、聲學工程、儀表及控制工程、航空工程、航海工程、車輛工程、計算機工程、電子工程、通訊工程、系統工程、軟體工程、土木工程、建築工程 紡織工程、工業工程、材料工程及核工程。英國工程委員會就包括了上述許多的工程領域。
有時一些特別的應用會整合上述傳統的領域，形成一個新的領域，例如地球系統工程及管理就包括了人類學、工程研究、環境科學、伦理学及哲學。一些新的領域會暫時定義為一些已有領域的組合，因此某一特定的應用是否視為一個領域仍有許多灰色地帶，一個主要的指標是主要的大學是否有開設此領域的學系、研究所或學程。
上述的領域中有相當的重疊部份，尤其是各領域中應用科學的部份，例如數學、物理及化學等。

### 工程領域列表
- 工程學
- 工業工程
- 系統工程
- 土木工程
- 建築工程
- 材料工程
- 航空工程
- 航海工程
- 生物工程
- 化學工程
- 機械工程
- 電機工程
- 軟體工程

### 工程學分支列表
- 工程科學系
- 生物工程學
- 化學工程學
  - 石油工程學
  - 石油化學工程學
  - 塑料工程學
  - 造纸工程學
  - 汙染處理工程學
- 材料工程學
  - 陶瓷工程學
  - 冶金工程學
  - 晶體工程學
  - 高分子材料工程學
  - 分子工程學
- 水利工程學
- 土木工程學
  - 土力工程學
  - 結構工程學
    - 建築工程學
    - 地震工程學

  - 環境工程學
    - 生態工程學

  - 防火工程學
  - 城市工程學
  - 風力工程學
  - 海洋工程學
- 航空工程學
- 机械工程学
  - 電子機械學
  - 机电工程学
  - 光機電整合工程
  - 载具工程学
    - 輪機工程學
    - 車輛工程學
    - 船舶工程学

  - 力學工程學
  - 熱學工程學
  - 聲學工程學
- 工業工程學
- 電器工程學（電機工程學）
  - 控制工程學
  - 電子工程學
  - 自動控制
  - 光學工程學
    - 光電工程學
    - 電光工程學

  - 通信工程学
    - 廣播工程
- 硬體工程
- 软件工程
- 資訊工程
  - 資訊工程學系
- 应用工程学
  - 农业工程学
  - 食品工程
  - 奈米工程學
- 其他工程學
  - 礦業工程學
  - 運輸工程學
    - 交通工程學
    - 公路工程學
    - 鐵路工程學

  - 核能工程學
    - 核工程

  - 能源工程学
  - 仿生學
  - 工程倫理
  - 巨型工程
  - 加工系统工程学
  - 系統工程學

## 社會科學和自然科學的交叉

### 心理學
心理学是一门研究人類以及其他动物的心理现象、精神功能和行为的科学，既是一门理论学科，也是一门应用学科。包括理论心理学与应用心理学两大领域。

#### 生物心理学、神经心理学、生理心理学、認知神經科學

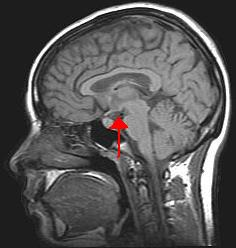
核磁共振成像显示的人脑。箭头所指的是下丘脑。

生物心理学或行为神经科学从生物角度研究行为和心理过程。生物心理学中有不同的专业分支。例如，生理心理学运用动物模型，特别是老鼠，来研究神经、基因、细胞机能在学习、记忆、恐惧中产生的作用。知神经科学家利用神经成像工具研究神经与人类心理活动之间的关系，神经心理学家使用心理测评来进行科学研究，如大脑损伤带来认知缺失的程度与表现形式。

#### 臨床心理學
临床心理学的研究与应用包括理解、预防、缓解心理痛苦与紊乱，促进心理健康和个人成长。虽然临床心理学家也会参与研究、教学、咨询、出庭作证、程序编订与管理，但该分支的中心是心理测评与治疗。一些临床心理学家会着重于对脑损伤的病人进行临床监护，这一领域被称为临床神经心理学。在许多国家里，临床心理学是受到管制的心理健康专业。
临床心理学家所做的努力受到诸多治疗方案的影响，所有方案都包括专业人士与患者（通常是个人、夫妻、家庭、或小群体）之间的正式关系。不同的治疗实践方案与不同的理论观点相互关联，采用不同的流程来建立治疗组合、探究心理病因、鼓励新的方法来思考、感受、行动。四大治疗理论观点包括精神动力治疗、认知行为治疗、存在—人本主义治疗和系统/家庭治疗。目前有趋势表明一部分心理家正在努力整合各个治疗派系，特别是在对文化、性别、精神、性取向的理解加深的情况下，这个趋势更加显著。在丰富的研究成果下，有证据表明各大治疗派系的效果趋于等同，并共享相同的基础元素，可以形成强大的心理治疗组合。正因为如此，更多的心理学培训课程采取了折中的治疗趋向。

#### 認知心理學
绿 红 蓝 紫 蓝 紫
蓝 紫 红 绿 紫 绿
斯特鲁普效应指出读出文字的颜色，第一组的要比第二组的简单很多。
認知心理學研究心理活動中的認知。知覺、注意、理智、思維、解題、記憶、學習、語言、情緒都在它的研究領域之中。經典認知心理學與認知主義學派有相互聯繫，根據機能主義與實驗心理學，認知主義支持心理信息處理模型。
在更廣域的層面上，認知科學是一種跨學科範疇，包括認知心理學、認知神經科學、人工智能、語言學、人機互動、計算神經科學、數理邏輯與人類學。計算機常被用於模擬這類實驗現象。 計算機模擬為研究思維的功能組織提供了工具，神經系統科學則為大腦活動提供了度量衡。

#### 比較心理學
比较心理学指对非人类动物的科学研究，特别是与系统发展史、适应值、行为发展相关的领域。在此领域的研究讨论许多问题，使用许多不同的方式，探索不同物种的行为，从昆虫到灵长类动物。比较心理学与其它研究动物行为的学科，如动物行为学有紧密联系。比较心理学的研究有时会给人类行为研究带来启发，但是有时两者的关联却十分矛盾，例如艾德華·威爾森所提出的社會生物學。动物模型常常被用来研究与人类行为相关的神经处理过程，例如在認知神經科學就常常应用动物模型。

#### 发展心理学
发展心理学着重于人类意志在毕生当中的发展过程，试图理解人们在世界中如何意识、理解、行动，并且研究这些现象是如何随着年龄而改变的。这些研究可能会着重于认知、感情、道德、社交、神经的发展。研究人员在探究儿童案例时使用一系列特殊的方式，以使得观察在自然的环境中进行，或是干脆与他们在实验中进行互动。这些实验常常以游戏或是活动的方式呈现，既好玩，又有科学意义；研究人员甚至设计出非常灵巧的方式以研究婴儿的心理活动。在研究儿童心理之余，发展心理学家也会研究人类毕生的老化过程，特别是在某些时段的快速转变（例如青少年和老年）。发展心理学家设计了一整套心理学理论来支持他们的研究。

#### 教育心理学

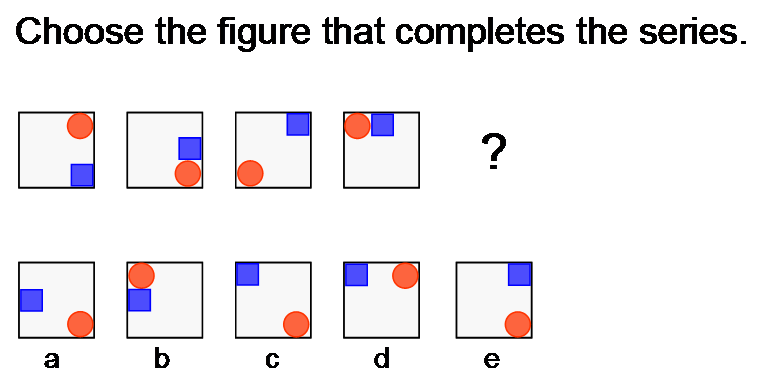
教育心理学中认知能力测试的一个例题。

教育心理学是研究人类在教育过程中的学习、效率、授课心理以及学校作为一个组织的社会心理。儿童心理学家，如利維·維谷斯基、讓·皮亞傑、杰罗姆·布鲁纳、伯纳德·罗斯金(Bernard Luskins)等人对教授方式与教学实践都有重要影响。在许多国家里，教育心理学都是教师的必修课。
学校心理学组合了教育心理学和临床心理学，试图理解、应付有学习障碍的学生；培育资优生；促进青春期亲社会行为；或是提倡安全、互助、高效的教育环境。学校心理学家在许多领域，如教育行为评估、干预、预防、咨询等都有了解、有的在研究领域颇有造诣。

#### 演化心理學
演化心理学从现代演化观点来研究心理的特质理论——例如记忆、知觉、语言等。它试图去探究是何种人类心理特征在适应进化，即，作为自然选择和性选择的功能产品。演化心理学家认为在人类先祖生活的环境下，心理适应的演化解决了呈周期性出现的问题。通过研究心理特质的演化及其适应性功能，演化心理学为其它心理学领域提供了最为近似的发展性解释（即演化心理学专注于终极问题、或问“为什么”，而不是近似的、或问“如何”）。

#### 工業與組織心理學
工業與組織心理學(I–O)应用心理学概念与方法优化工作场所的人类潜能。作为I–O的分支，人事心理学应用心理学原理与方法对员工进行筛选与评估。I–O的另一分支组织心理学研究工作环境与管理风格对工作积极性、成就感和生产力的影响效果。

#### 人格心理學
人格心理學关注个人持续性的行为、思想、情绪——这些被称作是人格。人格理论因学派不同而有所不同，他们就潜意识的作用及儿时经历的重要性有不同的假设。根据弗洛伊德，人格是基于本我、自我与超我之间的互动而产生的。与之相反，特质理论则尝试使用离散统计数据来进行研究，所提出的特质种类也大有千秋。早期的汉斯·艾森克模型提出人格由三种基本特质组成：外向性与内向性、神经质、精神质。雷蒙德·卡特尔则提出了十六種人格因素。如今，人格维度模型受到越来越多的重视，例如DSM-V模型。

#### 社会心理学

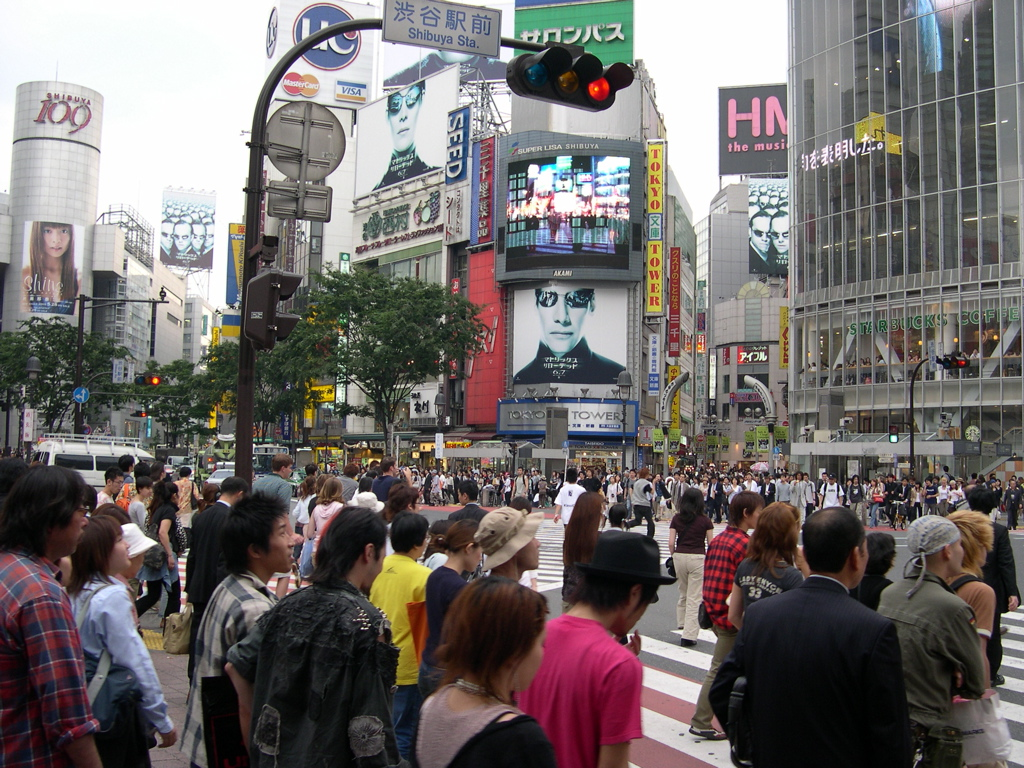
社会心理学研究社会行为的质与因。

社会心理学研究人类彼此之间的看法以及它们是如何产生联系的。社会心理学家研究课题包括他人对个体行为的影响（例如：从众、劝导）、信仰的建立、态度、对他人的刻板印象等。社会认知将认知心理学与社会学的元素联系在一起，试图理解人们如何处理、记忆、扭曲社会信息。群体动力学研究揭示领导能力、交流及其他微观层面现象的本质及其优化潜质。近些年来，许多社会心理学家对隐含尺度、中介變項、个人与社会价值互动所致行为倍感兴趣。因此，对人类社会的研究可以发现导致心理紊乱的潜在原因。一些被应用到心理紊乱的社会学概念包括社会角色、病人角色、阶层、生活事件、文化、迁移等等。

#### 积极心理學
积极心理學從馬斯洛的人本主義心理學衍生而來。正向心理學運用實驗科學手法，研究人類的快樂與力量。與傳統臨床心理學不同，正向心理學關注健康人的保健。目前，正向心理學的介入已獲得了一些實驗性的肯定。在2010年《臨床心理學評論》(Clinical Psychological Review)中發表了一篇特刊，報導使用积极心理學方法介入(Intervention)的效果，例如感恩日記和物理形式的感恩表達。然而，對於介入的效果來講還需要進一步的研究。积极心理學介入仍然有局限性，但是他們的效果被認為高於安慰劑，特别是對於身體形象缺失者有更好的效果。

### 地理學

#### 自然地理学
自然地理學專注於地理學中的地球科學。其目標為了解大自然的岩石圈、水文圈、大氣圈、土壤圈（pedosphere）及生物圈（全球植物相及動物相模式）。自然地理学利用生物学了解全球性植物群和动物区系样式，利用数学、物理学研究地球本身的运动以及它和其他太阳系中星体的关系，是研究空间上地球变化的学科。自然地理學可以分類為以下粗略的範疇：
|                         |                                          |                                           |                                                    |            |                |                                            |
| 生物地理學 及景觀生態學 | 氣候學及 史前氣候學 （Paleoclimatology） | 海洋學及 海岸地理學 （Coastal Geography） | 環境地理學 及環境管理 （Environmental Management） | 大地測量學 | 地形學         | 古地理學 及第四紀學 （Quaternary Science） |
|                         |                                          |                                           |                                                    |            |                |                                            |
| 水文學及 水文地理学     | 土壤學及土壤地理学                       | 物候學                                    | 冰川學及冻土学                                     | 化学地理学 | 地震学及火山学 |                                            |

#### 人文地理学
人文地理學是地理學的一個分支，專注於研究塑造人類與眾多環境之間的相互作用模式和過程。他包含社會科學的成分如政治及經濟層面。雖然人文地理學的主要焦點並不是地球的實質地貌（見自然地理學），但是由於各種人類活動均在實質地貌上發生，所以實際上不提及實質地貌去討論人文地理學並不可能，而環境地理學正好出現用作兩者的橋樑。人文地理學可分為很多不同範疇例如：
|                                            |            |                         |                         |                                            |                         |                         |
| 社會文化地理學 （文化地理學及 社會地理學） | 發展地理學 | 經濟地理學 及商業地理學 | 醫療地理學              | 歷史地理學 及時間地理學 （Time Geography） | 人口地理學 及人口學     | 工業地理學 及农業地理學 |
|                                            |            |                         |                         |                                            |                         |                         |
| 宗教地理學                                 | 交通地理學 | 旅遊地理學              | 聚落地理學 及都市地理學 | 軍事地理學                                 | 政治地理學 及地緣政治學 | 人種地理學              |
因應不同的時期，眾多方法出現並被應用在人文地理学的研究上，包括：
- 行為地理學
- 地理知識學（Geosophy）
- 文化理論（Cultural theory）
- 音乐地理学
- 食品地理学
- 战略地理学

#### 環境地理學

第二次世界大戰造成的空氣污染。

環境地理學是地理學的一門分支，從空間層面描述人類與凡自然世界的關係。環境地理學除了需要對人文地理學及自然地理學有認識外，亦需要對人類社會用作概念化環境的方法有所認知。
環境地理學出現作為人文地理學及自然地理學的橋樑的原因為以上兩個學科的日益專門化。此外，人類與環境的關係因為全球化及科技發展（technological change）而有所改變，要去理解這個一個正在改變及動態的關係便需要一個新的方法。環境地理學的研究範疇的例子有災害管理、環境管理（environmental management）、可持續性及生態政治學（ecopolitics）或政治生態學（political ecology）。

#### 地理資訊學

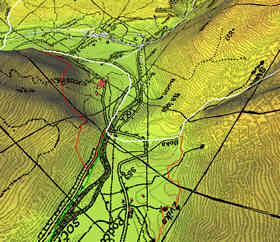
數值高程模型（Digital Elevation Model, DEM）

地理資訊學（geomatics）是地理學的一門分支，它在1950年代的地理學計量革命（quantitative revolution）中首先出現。地理資訊學包含利用地圖學及測繪學所使用的傳統空間技術及電腦應用。地理資訊學與其他利用地理資訊系統及遙感方法的學科一起成為一門普遍的科目。地理資訊學亦引起部分地理部門的復興，此現象特別在1950年代經歷地理部門衰退的北美洲更為顯著。
地理資訊學包含大範圍的學科包括空間分析，例如地圖學、地理資訊系統、遙感探測及全球定位系統。

#### 區域地理學
區域地理學是地理學的一門分支，她研究地球上不同大小的區域。其主要目的是去理解或定義個別地區包含人類及自然因素的獨特性或特色。區域地理學的注意力亦有放在區域化（regionalization）上，包括適合的的方法把空間分界成為區域。
區域地理學亦被認為是研究地理科學的必然方式（類似計量革命或批判地理學），詳細參見地理學歷史。

#### 相關範疇
- 城市規劃，區域規劃（regional planning）及空間規劃（spatial planning）：利用地理科學幫助決定如何發展（或是不發展）土地去滿足特定條件，例如安全、美觀、經濟機會、保護建築或自然遺產等等。城市、城鎮及區域規劃可以被視為應用地理學。

- 區域學（Regional science）：區域學在1950年代由沃爾特·艾薩德（Walter Isard）帶領而冒起，她提供一個更為以數據及分析作基礎的方法去面對地理學問題，而不是傳統地理學上以描述的趨向去面對。區域學包含的知識中空間向度（spatial dimension）扮演重要的角色，例如區域經濟學、資源管理（resource management）、區位理論、城市規劃、區域規劃、交通運輸、通訊、人文地理學、人口分布（population distribution）、景觀生態學及環境質素。

- 行星學：雖然地理學通常關注地球，但亦有可能非正式地用作描述其他世界的研究，例如太陽系的其他行星，甚至更遠。研究比地球更大的系統通常會形成部分天文學或宇宙學。其他行星的研究通常被稱為行星學。

#### 其他分支学科
- 地名学
- 方志学
- 理论地理学

### 人類學
人类学（英語：anthropology）一词，起源于希腊文“（anthrōpos，人）”以及“（-logia，学科）”，意思是研究人的學科。這個學科名稱首次出現於德國哲學家亨德在1501年的作品《人類學——關於人的優點、本質和特性、以及人的成分、部位和要素》（Antropologium de hominis dignitate, natura et proprietatibus, de elementis, partibus et membris humani corporis），當時人類學這個字指的是人的體質構造。當代人類學具有自然科學、人文學與社會科學的源頭。

### 考古學

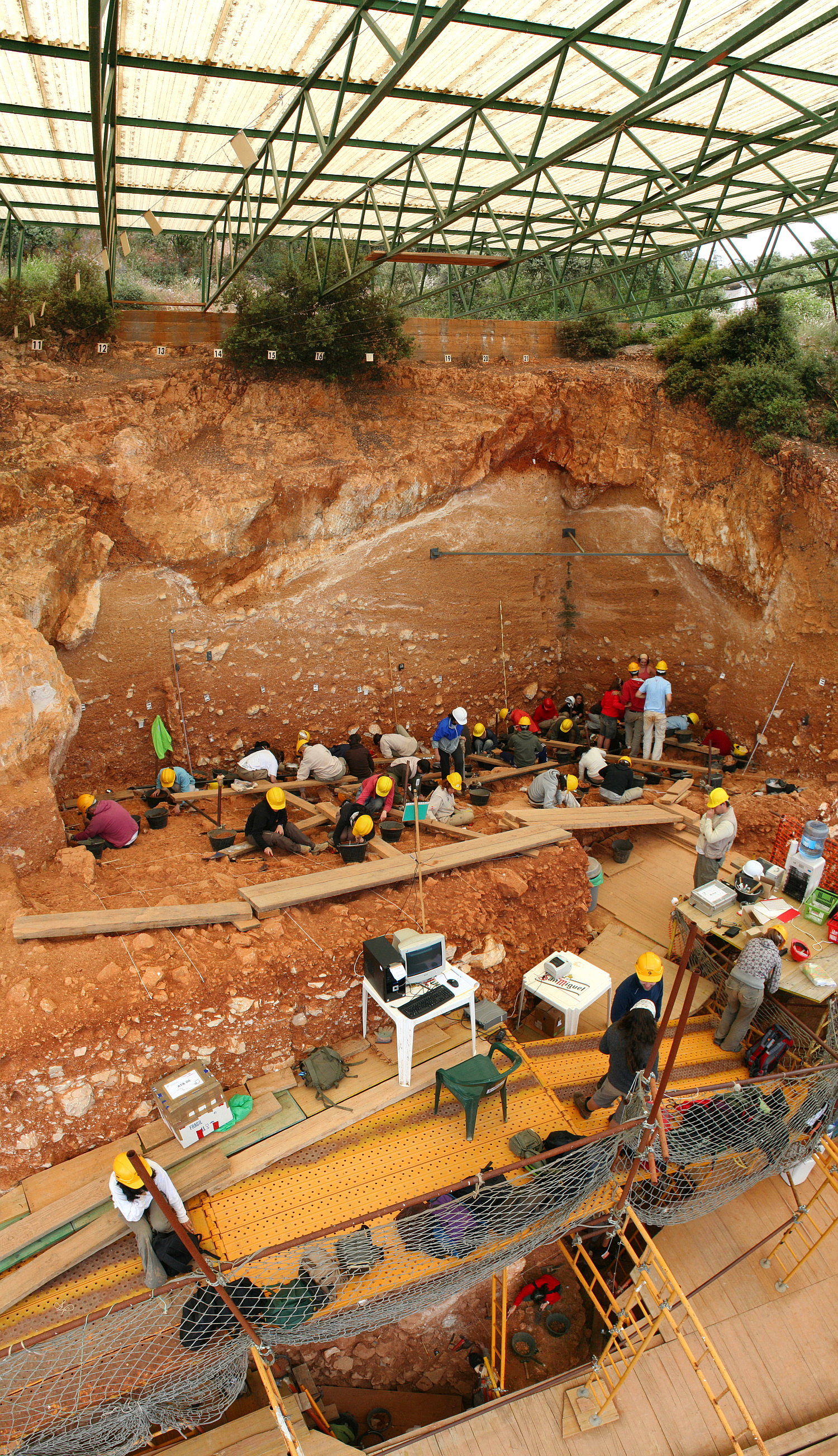
西班牙阿塔普埃爾卡山的葛蘭多利納遺址發掘工作，2008年。

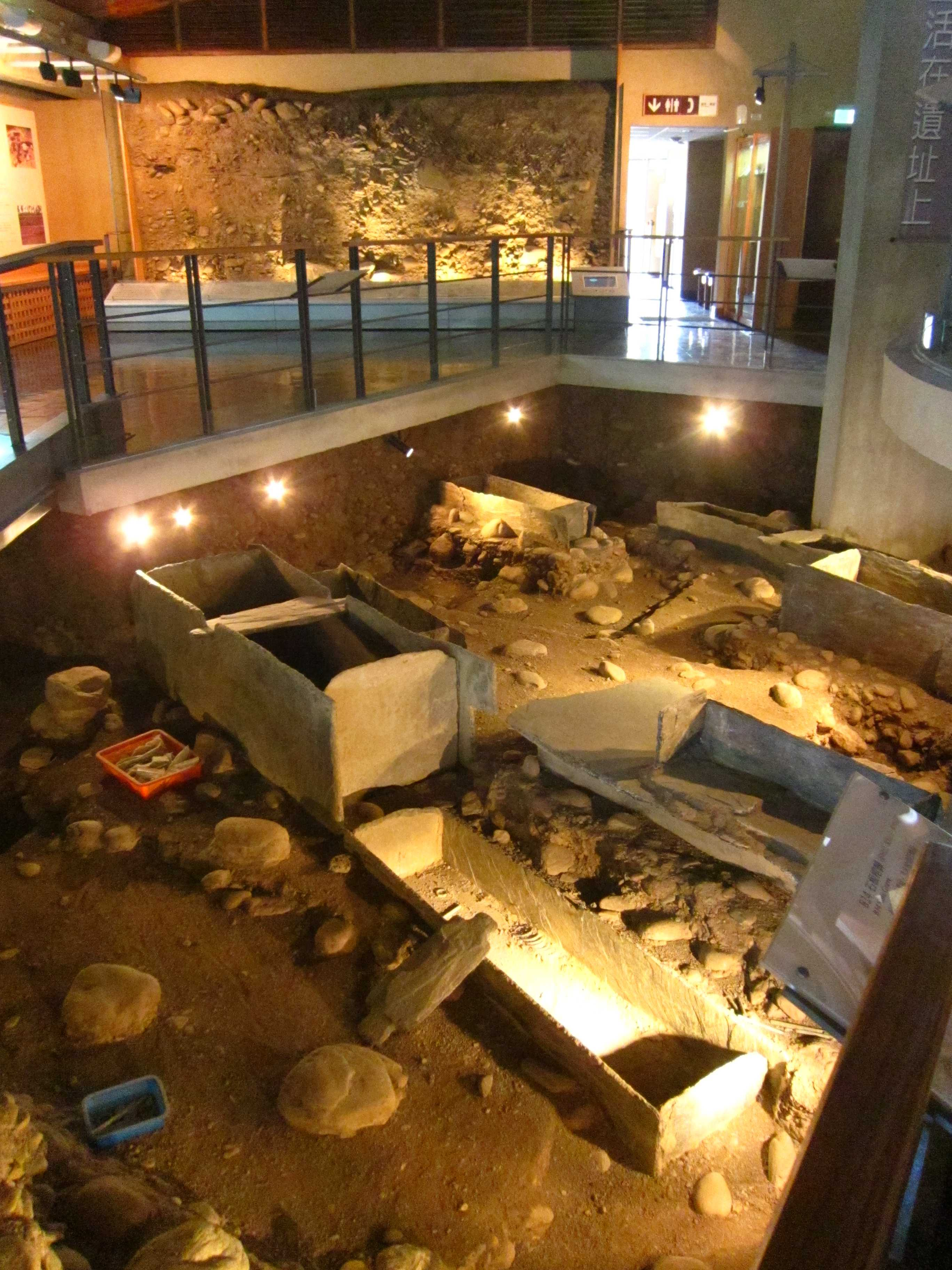
臺灣臺東縣卑南鄉卑南遺址挖掘現場展示

考古學（英語：或, archaiologia ,arkhaīos，「古代」；以及, -logiā,「學問」），對於過去人類社會的研究，主要透過重建與分析古代人們的物質文化與環境資料，包括器物、建築、生物遺留與文化景观。由於考古學運用許多不同的研究程序，它可被認定為一門科學與一門人文學，而且在美國，它是人類學的一個分支，在歐洲則是一門獨立學科。